# Richard Wagner (zeneszerző)

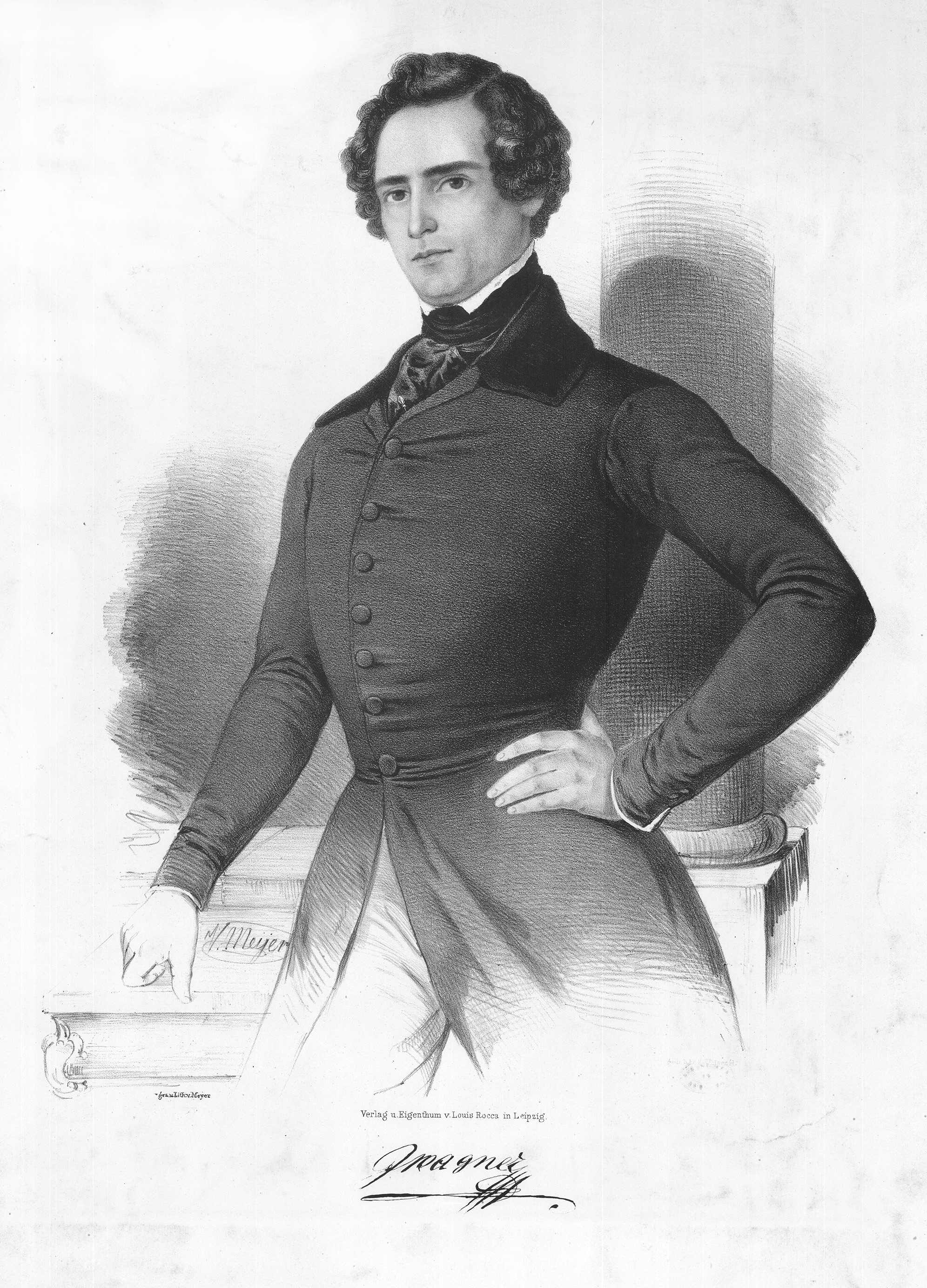
Richard Wagner 1830 körül

Wilhelm Richard Wagner (Lipcse, 1813. május 22. – Velence, 1883. február 13.) német zeneszerző, karmester, esztéta.
Bár korán kapcsolatba került a színházi világgal, kezdetben az irodalom jobban érdekelte, mint a zene: gimnazista korában még tragédiákat is írt. Rendszeres zeneoktatásban sohasem részesült, a mesterségbeli felkészültség legfontosabb elemeit – néhány hónap alatt – Theodor Weinligtől, a lipcsei Tamás-templom nagyra tartott karnagyától sajátította el. Beethoven IX. szimfóniájának megismerése volt az a meghatározó zenei élmény, amelynek hatására a muzsikus pálya mellett döntött.
1833-ban karigazgatóként a würzburgi színházhoz került, majd egy évvel később a magdeburgi városi színház karmestere lett. Itt ismerte meg Minna Planert, akivel 1836-ban házasságot kötött. 1837-ben Königsbergben, majd Rigában lett karmester, azután 1839-ben Párizsba menekült hitelezői elől, és ott a legnagyobb nyomorban élt, amíg első sikeres operáját, a Rienzit Drezdában be nem mutatták. Ennek sikere segítette az ottani színház karmester állásához. Részt vett az 1848-as forradalmi megmozdulásban, emiatt menekülnie kellett német földről. Svájcban telepedett le, és ott ismerkedett meg Mathilde Wesendonckkal, egy zürichi üzletember feleségével, aki miatt elvált feleségétől.
1861-ben visszatérhetett hazájába. II. Lajos bajor király Münchenbe hívta, és ettől kezdve rendezett, sőt, fényűző körülmények között az alkotásnak szentelhette idejét. Kicsapongó és költséges életvitele felháborította a münchenieket, ezért 1865-ben távoznia kellett a bajor fővárosból. Svájcban, Luzern közelében telepedett le. Itt, Tribschenben kapcsolta össze sorsát Liszt Ferenc leányával, Cosimával, akiben nemcsak megértő élettársra, hanem eszméinek lelkes támogatójára is talált. Életének utolsó éveiben megvalósult álma, a bayreuthi operaház. Itt mutatták be legismertebb kompozícióját, a Ring-tetralógiát.
A 19. század egyik legnagyobb hatású zeneszerzője, a német opera megreformálója volt. Zeneszerzőként operái tették halhatatlanná, bár számos más műfajban is alkotott (színpadi kísérőzenék, zenekari, kamarazenei és kórusművek, dalok, áriák, zongoradarabok, átiratok és hangszerelések). Zenéjének a Gesamtkunstwerk (összművészet: a szöveg, a zene és a színpadi cselekmény elválaszthatatlan egysége), a vezérmotívumok következetes alkalmazása, a végtelen dallam, és a Sprechensang, a deklamáló énekbeszéd a meghatározó jellemzői.
Igen jelentős zeneelméleti munkássága is, bár írásainak többsége művészettörténeti, filozófiai, esztétikai jellegű. Ezek általában a német kultúrkört magasztalják, helyenként Arthur de Gobineau, helyenként Schopenhauer és Nietzsche filozófiáját tükrözve.
Életét utolsó évéig a politikai száműzetés, a viharos szerelmi kapcsolatok, a szegénység és a hitelezői elől való többszöri menekülés jellemezte. A zenéről, a drámáról és a politikáról szóló ellentmondásos írásai széles körű kommentárt váltottak ki – különösen a 20. század vége óta, mivel antiszemita érzelmeket fejeznek ki. Eszméinek hatása a 20. század számos művészetében is nyomon követhető; hatása a filozófia, irodalom, képzőművészet és színház területére is kiterjedt.

## Életpályája

### Gyermekkora

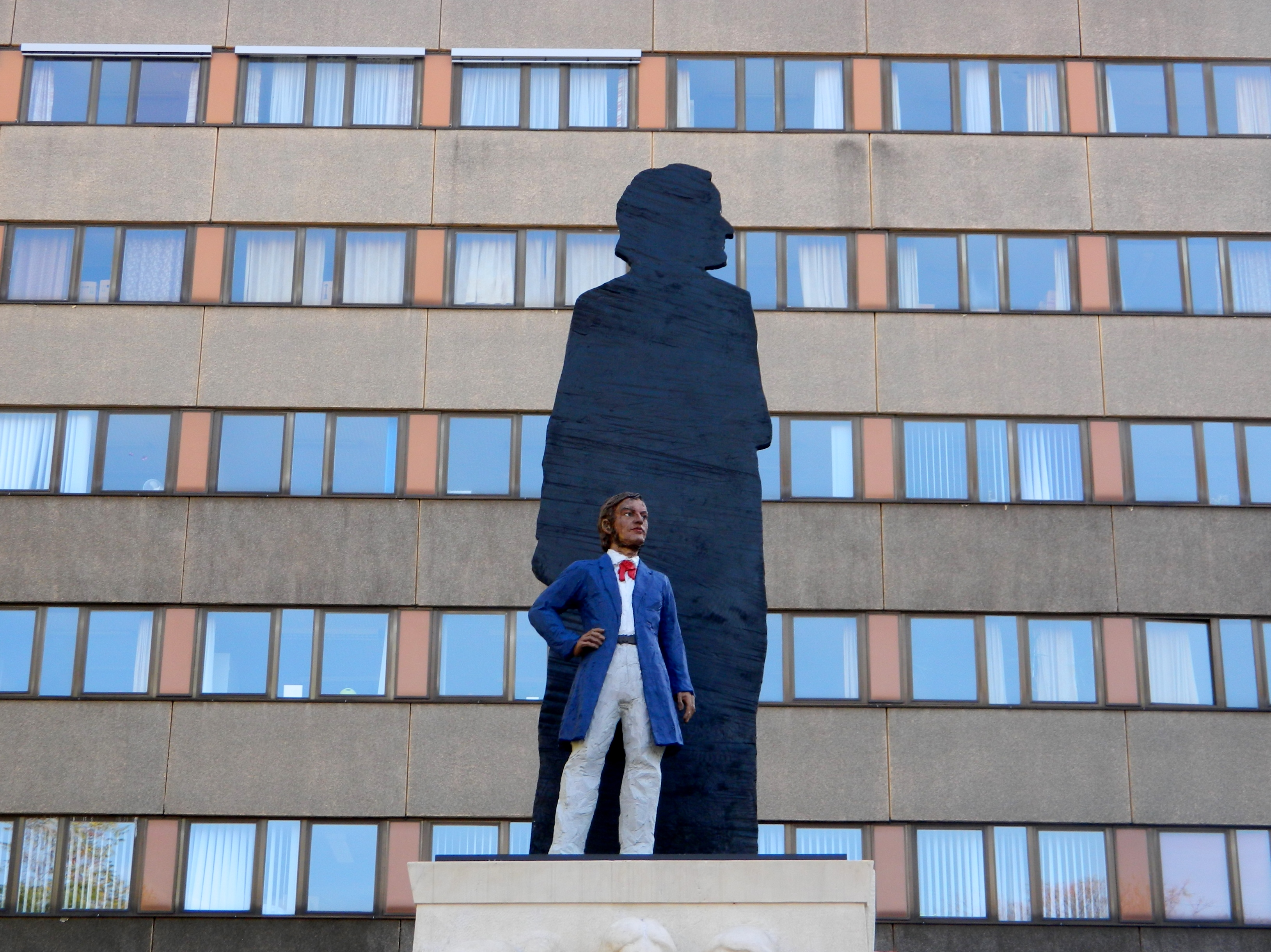
Richard Wagner emlékműve szülővárosában

Richard Wagner a bautzeni csata másnapján, 1813. május 22-én, szombati napon született Lipcsében, a Brühl-negyed Vörös és fehér oroszlán cégéres házában. A család kilencedik gyermeke volt (a nyolcadik gyermek korán meghalt). Apja Friedrich Wilhelm Wagner (1770–1813), rendőrtisztviselő volt a városban. Anyját, Johanna Rosine Paetzet (1774–1848) lekötötte a gyereknevelés. A család legjobb barátja a festő és színész Ludwig Geyer volt. A hazafias gondolkodású, Napóleon-ellenes művész és a hivatalánál fogva császárhű rendőrtisztviselő barátsága jól jellemezte az akkori lipcsei közhangulatot. Miután Napóleon seregei fegyverszünetet kötöttek a porosz és orosz hadakkal, megadatott a lehetőség Wagnerék számára, hogy kiköltözzenek a túlzsúfolt Lipcséből egy környékbeli faluba, ahol az anya kipihenhette magát. A fegyverszünet azonban nem tartott sokáig, és mivel a családfő volt az egyetlen a lipcsei rendőrségen, aki franciául beszélt, visszahívták a városba. Ezt az alkalmat használták fel a gyermek Richard megkeresztelésére, augusztus 16-án a híres Tamás-templomban.
1813. október 13–16. között a Lipcse mellett megvívott népek csatájában Napóleon seregeire döntő vereséget mértek. Szászország, a franciák csatlósa is megszenvedte a háborút, északi területeit Poroszországnak kellett átengednie. A háború nyomában fellépő tífuszjárvány megtizedelte a város lakosságát, ennek esett áldozatául november 23-án, negyvenhárom éves korában Friedrich Wilhelm Wagner is, magára hagyva feleségét és gyermekeit.
A család csak Ludwig Geyer segítségére támaszkodhatott, mivel Friedrich bátyja, Adolf Wagner, különc filozófus volt, aki munkájába temetkezett és a világtól visszahúzódva élt. 1814-ben Geyer magával vitte az asszonyt és a gyermekeket Drezdába, a szász királyi fővárosba, ahol állást kapott az Udvari Színháznál. Miután állását elfoglalta, augusztus 28-án házasságot kötöttek. Mivel szűkösen éltek, a gyerekeket koszt-kvártélyba adták: Rosalie-t, a legidősebb lányt átmenetileg egy közeli barátnőjükhöz; Luisét egy énekesnő fogadta be; Albert az iskolájában lakott; a család többi tagja (Gustav, Julius, Klara, Theresie, Ottilie és Richard) pedig a Moritz utca egyik házában rendezkedett be. 1815. február 16-án megszületett Cäcilia Geyer, a Wagner-gyermekek féltestvére.
1817-ben érkezett Drezdába Carl Maria von Weber, a német opera úttörője. Karmesterként első dolga volt, hogy új színészeket gyűjtsön maga köré, így figyelt fel Geyerre is. Weber többször meglátogatta a családot, részben ez is hozzájárult ahhoz, hogy a gyermekek megszerették a zenét. Albert, a legnagyobb fiú a boroszlói színház tagja lett, ugyancsak a színpadot választotta Rosalie, Luise és Klara is. Richard alig ötesztendős volt, amikor megkapta első színházi szerepét. Mivel rendkívül tehetséges akrobatának bizonyult, nevelőapja előszeretettel nevezte „kis kozák”-nak. 1818-ban pár szavas szerepet kapott egy színdarabban. Geyer különös figyelemmel kísérte az ifjú Richard fejlődését és megtanította festeni-rajzolni, még mielőtt a fiú írni-olvasni tudott volna. Az ifjú Wagnernek azonban nem volt ínyére a festészet, inkább zongorázott, de azt sem sok kedvvel.
Amikor nyolcéves lett, az ifjú Richardot rábízták egy Drezda melletti falu, Possendorf lelkészére, Christian Wetzel tiszteletesre, aki megtanította írni-olvasni. Ábécéskönyv híján egy Mozart-életrajzot, valamint egy, a görög szabadságharc híreivel teli újságot kapott. Ekkor ismerkedett meg a görög mitológiával és az ókori Hellász történelmével. Geyer 1821-ben súlyos tüdőgyulladást kapott, és szeptember 30-án meghalt.
Geyer öccse, Karl, aki Eislebenben volt aranyműves, október közepén magához vette Richardot, hogy könnyítsen az özvegy gondjain. A fiút egy magániskolába íratta be. Az ifjú Wagner 1822 tavaszán Eislebenben hallotta először Weber A bűvös vadász című operájának nyitányát és néhány részletét. Ez volt első maradandó zenei élménye, amely után kedvet kapott, hogy zongorázzék. Mivel 1822 nyarán Geyer öccse megnősült, a fiút nem tudta tovább magánál tartani. Nagybátyja, Adolf Wagner sem vállalta a pótapaságot, így Richard ismét visszakerült a családjához, Drezdába. Ősszel anyja beíratta a híres Kreuzschuléba, Wilhelm Richard Geyer néven. A tízéves gyermeket különösen a görög-latin mitológia, valamint az ókori történelem érdekelte. Magánszorgalomból németre fordította az Odüsszeia néhány énekét. Az iskolán kívül minden idejét a zenének és Weber csodálatának szentelte: pajtásaival közösen előadta A bűvös vadászt, mindent emlékezetből, ahogyan azt a színházban látták. 1824-ben egyik iskolatársa halálára verset írt, amellyel pályadíjat nyert. Ezen felbátorodva elhatározta, hogy tragédiát ír, de a Leubald és Adelaidét nővérei kinevették. Az önérzetes szerző a csúfos bukás láttán tűzbe dobta művét, és elhatározta, hogy végképp felhagy a költészettel és drámával, és a zene felé fordul.

### Zenei tanulmányai

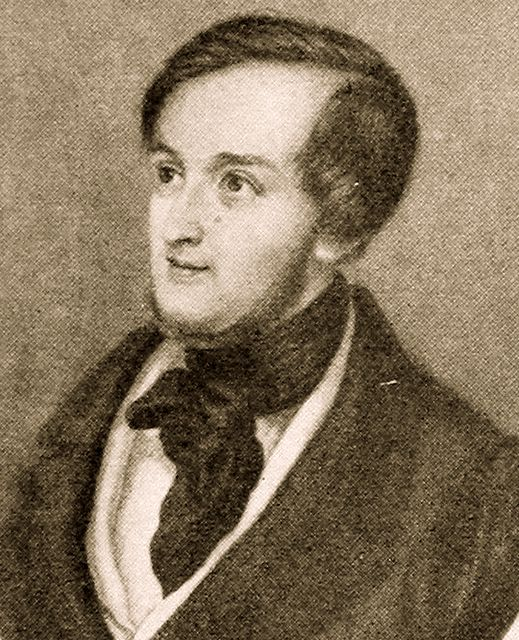
A fiatal Richard Wagner

1827 decemberében, rövid prágai tartózkodás után Richardot beíratták a lipcsei Nikolai-iskolába. A tananyag azonban nem kötötte le figyelmét, inkább Adolf nagybátyjának filozófiai eszmefuttatásai érdekelték, illetve a híres Gewandhausban rendezett hangversenyek, ezek során megismerkedett Beethoven művészetével. Saját bevallása szerint az Egmont-nyitány késztette arra az elhatározásra, hogy komolyabban hozzálásson a zeneszerzés alapismereteinek elsajátításához. 1829-ben rövid ideig hegedülni tanult a Gewandhaus zenekarának egyik zenészétől, majd Christian Gottlieb Müller hegedűs-komponistától tanult összhangzattant. Ekkor írta első kompozícióit. A következő esztendőben otthagyta az iskolát, azonban Müllerrel tovább dolgozott, miközben korrektorként segített Luise férjének, Friedrich Brockhaus könyvkiadónak. 1830 júliusában ismét beiratkozott, ezúttal a neves Tamás-iskolába. Zenei tanulmányait azonban nem hagyta abba: zongorakivonatot készített Beethoven IX. szimfóniájából, illetve Müller irányításával zenés pásztorjáték komponálásába kezdett. E munkát azonban hamar félretette, helyette a B-dúr nyitányt fejezte be, amelyet a karácsonyi színházi hangversenyen be is mutattak.
1831. február 23-án befejezte középiskolai tanulmányait és a Lipcsei Egyetem hallgatója lett, pontosabban studiosus musicae, azaz zenei növendék. Rendszeres zenei oktatásban azonban nem az egyetemen részesült, hanem ősztől kezdve, magánúton, Theodor Weinling, a Tamás-templom és iskola nagy tudású kántor-karnagya irányította tanulmányait. A mester megtanította Wagnernek az ellenpont szabályait és a zenei formákat. Ebben az esztendőben több zongoraművet komponált és befejezte d-moll zenekari nyitányát, amit december 5-én a Gewandhausban be is mutattak. Az előadás nem volt nagy siker, de bukás sem, ami munkája folytatására ösztönözte a kezdő zeneszerzőt. 1832 első felében megírta a C-dúr nyitányt, amit áprilisban mutattak be. Időközben a lipcsei Breitkopf & Härtel cég kiadta B-dúr zongoraszonátáját: ez volt első nyomtatásban megjelent műve. Mivel úgy érezte, hogy a város, amelyet Goethe korábban „a németek kis Párizsá”-nak nevezett, nem tud többet nyújtani neki, úgy döntött, elutazik. Először Bécsbe ment, ahol azonban nem talált lehetőséget az érvényesülésre, így továbbutazott Prágába. A Pachta családnál vendégeskedett a közeli Pravonínban. Itt vázolta fel egy új opera, Az esküvő tervét. Ezután az öreg Dionys Weber karmester és igazgató jóvoltából a konzervatórium zenekarának előadásában újra hallhatta C-dúr szimfóniáját. A nagy tudású, de konzervatív Weber elismerte ugyan az ifjú komponista tehetségét, de művében nem látott többet egy ügyesen megoldott Beethoven-tanulmánynál. Wagner novemberben hazatért Lipcsébe, ahol nekifogott Az esküvő megkomponálásához. Bár Rosalie nővérének lesújtó véleménye miatt széttépte az egész szövegkönyvet, a bevezető jelenet teljes partitúrája elkészült. Rosalie hatására elfordult ettől – a Leubald és Adelaide légkörét idéző – sötét rémdrámától. Azonban inspirációja hamarosan új forrást talált: Carlo Gozzi fantasztikus történetei közül a Kígyóasszony meséje ragadta meg fantáziáját. Ennek alapján vázolta fel már decemberben A tündérek szövegkönyvét, nekilátott a kidolgozásához, és már a következő év januárjában elkészült a teljes szöveggel.

### Karmester Würzburgban és Magdeburgban

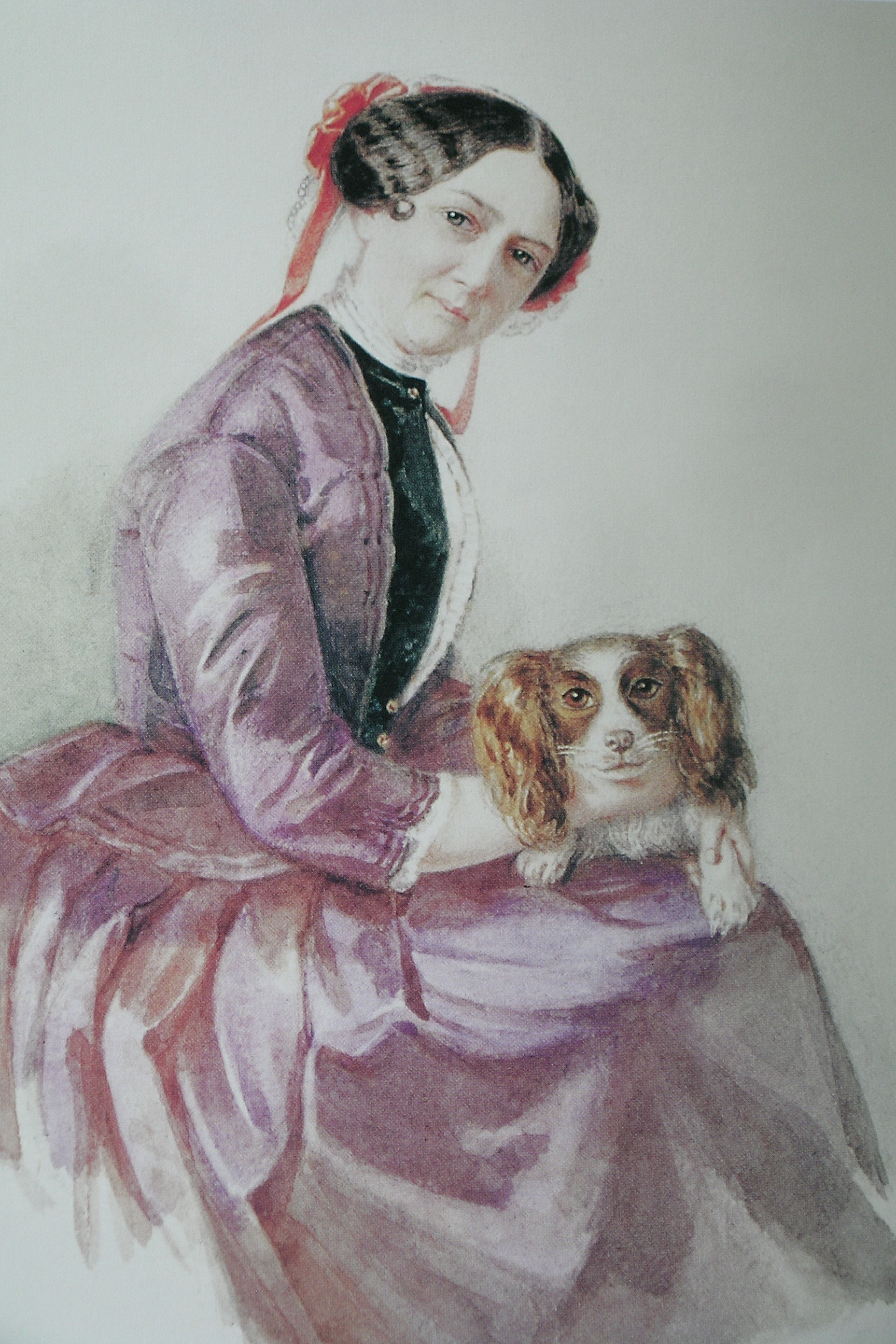
Minna Wagner

1831-ben Würzburgba utazott Albert bátyjához, hogy műveinek előadásáról tárgyaljon. Rövid látogatásnak szánta, de majdnem egy évig ott maradt, a színháznak ugyanis nem volt karigazgatója, így szerény fizetésért elvállalta a munkakört. Elsőnek egy Paër-operát, azután Meyerbeer Ördög Róbert-jét, majd Marschner Vámpír-ját tanította be. A próbákat lelkesen vezette, és hogy bátyjának, aki Marschner operájának tenor-főszerepét játszotta, kedvében járjon, egy új betétáriát komponált. Részben az ária sikerének, részben pedig munkájának elismeréseként a színházban műsorra tűzték C-dúr nyitányát és Szimfóniáját. A színházi szünet alatt tovább folytatta A tündérek komponálását. December 11-én levélben jelentette Rosalie nővérének, hogy már csak az utolsó felvonás hangszerelése van hátra. December 12-én az opera néhány részletét bemutatták egy hangversenyen. Ennél többet azonban a würzburgi társulat nem tudod tenni érte, hiszen nem voltak felkészülve egy közel négyórás alkotás színrevitelére. Karácsonykor, feladva karigazgatói állását, visszatért Lipcsébe, ahol véglegesítette operáját és benyújtotta a helyi színházhoz. Itt azonban váratlan ellenállásba ütközött: sem a rendező, sem a karmester nem volt hajlandó a művet színre vinni, hiába hivatkozott tanulmányaira és würzburgi tapasztalataira. Tavasszal bemutatták Bellini Rómeó és Júlia című operáját. Ennek az élménynek és saját kudarcának hatására tanulmányt publikált név nélkül A német opera címmel, amelyben az olaszok természetesen áradó dallamosságát állította szembe a németek mesterségbeli tudásával. Elégedetlensége kora erkölcsi felfogására is kiterjedt. Új operaterve is tiltakozás volt a polgári álszenteskedés, a puritanizmus ellen. Shakespeare Szeget szeggel című drámája nyomán, meglehetősen szabadon dolgozta ki A szerelmi tilalom című kétfelvonásos opera vázlatát. A Szicíliában játszódó történetben egy német helytartó halálbüntetéssel akarja sújtani a házasságon kívüli szerelmet, ám az első halálra ítélt nemes ifjúnak hajlandó megkegyelmezni, ha annak húga titkon az övé lesz. A zsarnokot leleplezik, a szerelem visszanyeri jogait. A mű programszerűen hirdette a természetes életösztön diadalát az erénycsőszök felett. Az opera librettóját Teplitzben fejezte be. Rövid ideig Prágában tartózkodott, visszatértekor a magdeburgi Bethmann-színtársulat meghívása várta: karmesternek kérték fel. Wagner eleinte húzódozott a szétzüllött és szegény társulattól, de miután megismerkedett Wilhelmine Planerrel, a társulat első drámai színésznőjével, pillanatok alatt megváltoztatta elhatározását. A társulat műsorának gerincét Marschner és Weber művei alkották. Wagner a betanítás és a karmesteri teendők mellett nekilátott új operája partitúrájának megírásához, és azt tervezte, hogy Itáliába, majd Franciaországba megy szerencsét próbálni.
1835 januárjában Wagner és Minna már jegyeseknek tekintették magukat, az esküvőt azonban elhalasztották, remélve, hogy anyagi helyzetük jobbra fordul. Egyelőre Minna többet keresett, de neki támogatnia kellett a családját. Wagner viszont, bár egymaga volt, többet költött, mint amennyit megkeresett. Ez azonban nem tántorította el attól, hogy nyitányt írjon barátja, Theodor Apel új drámájához. A Columbus menthetetlenül megbukott, bár a nyitány nagy sikert aratott, áprilisban és májusban Lipcsében is előadták. Májusban, miután végzett magdeburgi kötelezettségeivel, Wagner hazatért Lipcsébe, ahol megismerkedett Felix Mendelssohnnal, aki ekkoriban vette át a Gewandhaus zenekarának vezetését. Átadta neki C-dúr szimfóniája nyitányát, amihez nagy reményeket fűzött, de még választ sem kapott. Július–augusztusban Wagner körutat tett a nagyobb német városokban, hogy a társulat számára új tagokat toborozzon, majd rövid pihenő után visszatért Magdeburgba, ahol Spohr Jessonda című operáját vitte színre. Az előkelő és nagy hírnévnek örvendő énekesek ellenére az előadás nem vonzott telt házat, így a társulat pénzügyi helyzete tovább romlott. Wagner, adósságai növekedtével egyre nagyobb hévvel dolgozott A szerelmi tilalom befejezésén. Minna, félve a bizonytalan helyzettől, novemberben Berlinben vállalt állást, de Wagner kérésére visszatért az akkor már erősen megcsappant létszámú társulathoz. A szerelemi tilalom 1836. március 4-re készült el. A társulat csődbe jutott, de Wagnernek sikerült meggyőznie az énekeseket és zenészeket, és azok tíz nap alatt betanulták a darabot. A március 29-i bemutató bukás volt, és ezt követően a társulat feloszlott.

### Karmester Rigában
Minna előbb Berlinbe, majd Königsbergbe szerződött, Wagner pedig hitelezői elől Lipcsébe vonult vissza, majd Berlinbe, ahol karmesteri állással hitegették. Ott-tartózkodása egyetlen élménye azonban Spontini Fernand Cortez című operájának megtekintése volt. A nagy tekintélyű mester népszerű művének hatására kezdett érdeklődni az olaszos francia nagyopera csillogó műfaja iránt. Továbbutazott Königsbergbe, ahol csekély fizetéssel asszisztensként működött Louis Schuberth karmester mellett. Munkája alig volt, a komponálással sem haladt, mindössze a Rule, Britannia!-nyitányt írta meg. Az Ezeregyéjszaka meséiből vett vígopera tervét hamar elvetette, helyette egy nagyopera vázlatát vetette papírra, amelyet elküldött Párizsba Eugène Scribe librettistának kidolgozásra, de még választ sem kapott. 1836. november 24-én Richard és Minna házasságot kötöttek.
A következő év áprilisában Schuberth távozott a társulattól és Rigába utazott. Helyét Wagner foglalta el. A königsbergi színház azonban májusban tönkrement, így alig látott munkához, újra állás nélkül maradt. Minna, megelégelve férje féltékenységét és anyagi gondjait, Drezdába szökött egy jómódú férfival. Wagner utánuk utazott, de nem sikerült kibékülniük. Ebben a hangulatban került kezébe Bulwer-Lytton regénye, a Cola Rienzi. Egy új nagyopera terve fogant meg benne az 1347-es római plebejus-polgári felkelés vezérének győzelméről és tragikus bukásáról.
1837. augusztus végén – barátai közbenjárásának köszönhetően – állást kapott a rigai színháznál. Szeptemberben sikerült végre kibékülnie Minnával, aki férje kívánságára, nehezen bár, de a színházról is lemondott, és vele utazott Rigába. Itt Wagner próbákat vezetett, előadásokat vezényelt, betétáriákat komponált, szabadidejében pedig új operáján, a Rienzin dolgozott, azonban tudta, hogy megfelelő énekes- és zenészgárda hiányában Rigában nem mutathatja be. Párizsban szerette volna a darabot színre vinni, ezért Meyerbeerhez fordult, akitől egyelőre A szerelmi tilalom bemutatásához kért segítséget. A Rienzi komponálásával lassan haladt: az első felvonás csak 1838 decemberére készült el.
Az 1839-es esztendő kedvezőtlenül kezdődött. A színház élére új igazgató került, aki azonnal felmondta Wagner karmesteri állását. A házaspár távozni kényszerült Rigából, azonban utazásukat előre nem látott akadály késleltette: a cári törvények értelmében az útlevélkérelmeket közzétették a helyi lapokban. Ha ez megtörténik, akkor Wagner a párizsi postakocsi helyett az adósok börtönébe kerül, mivel magdeburgi hitelezőit még nem elégítette ki. Egyik jóbarátja segített nekik átszökni Kelet-Poroszországba. Minna a kiállott izgalmak miatt azonban ágynak dőlt, így útjuk tovább húzódott. Pillau kikötőjében titokban – hiszen nem volt útlevelük – hajóra szálltak London felé, a hatnapos utazás azonban az időjárási viszonyok miatt elhúzódott. A Skagerraknál hajójuk megsérült, ezért egy norvég fjordban kellett várakozniuk, amíg megjavították. Wagner itt ismerkedett meg Heinrich Heine A bolygó hollandi című elbeszélésével. Három és fél hetes viszontagságos utazás után érkeztek meg Londonba, ahonnan rövid tartózkodás után továbbutaztak Boulogne-sur-Merbe. Itt Wagner meghangszerelte a Rienzi második felvonását, amelyet bemutatott néhány itt nyaraló zenei előkelőségnek is, akiktől ajánlólevelet kapott a párizsi Nagyoperához.

### Párizsi próbálkozások

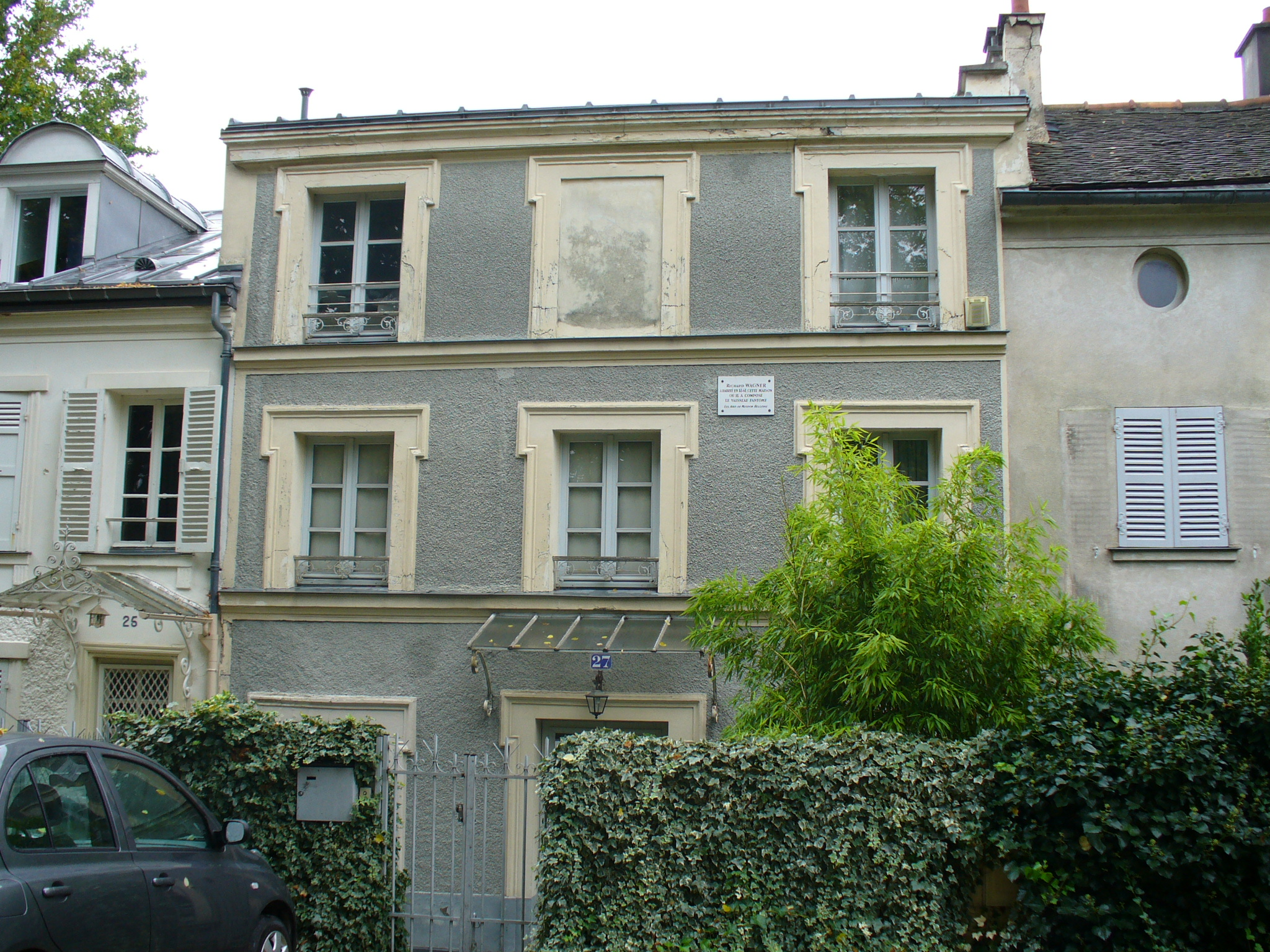
Wagner meudoni lakása

Első párizsi tapasztalatai kiábrándítóak voltak. A Nagyopera igazgatója fogadta ugyan, de cseppet sem hatódott meg Meyerbeer ajánlólevelétől. A nagy hírű François-Antoine Habeneck karmester próbaképp lehetőséget adott neki: egyik művét hajlandó volt eljátszani a Conservatoire-hangversenyek egyik próbáján. Wagner a Columbus-nyitányt adta oda, ám e fiatalkori darabbal elzárta az utat érettebb alkotásainak bemutatása elől. Scribe is megközelíthetetlen maradt. Néhány kitűnő énekes pártfogásába ajánlotta műveit, akik udvariasan fogadták ugyan, de nem segítettek rajta. Egyedüli támogatója Cäcilia húgának vőlegénye, Eduard Avenarius könyvkereskedő volt. Időközben megérkezett Párizsba Meyerbeer is, aki nem csodálkozott ajánlólevele sikertelenségén, és azt ajánlotta Wagnernek, keressen valamilyen szerény bérmunkát. Hazautazása előtt Meyerbeer bemutatta zeneműkiadójának, Maurice Schlesingernek, akivel azonban nem jutottak dűlőre. Ugyancsak Meyerbeernek köszönhetően a Théâtre de la Renaissance meghallgatásra tűzte A szerelmi tilalom című operáját, a színház azonban hamarosan bezárta kapuit. Vezérügynökének, Gouinnek sikerült elérnie, hogy Scribe is meghallgassa a művet – nem rajta múlott, hogy az Opéra vezetőségének nem kellett a darab. Anyagi helyzete kilátástalanná vált, kénytelen volt elzálogosítani javait, sőt, a zálogcédulákat is eladta. Bevétele csak a Gazette Musicale-nak írt tárcákért kapott honoráriumokból volt. Pénztelenségét jellemzi, hogy amikor Minna súlyosan megbetegedett, az elzálogosított jegygyűrűk árából sem sikerült fedezni a gyógyszerek és az ellátás költségeit. Ebben a helyzetben kezdett hozzá – Heine engedélyével – A bolygó hollandi feldolgozásához.
1840 nyarán Meyerbeer ismét Párizsba érkezett, s elvitte Wagnert az Opérába, ahol személyesen ajánlotta az új igazgató, Léon Pillet jóindulatába. Az igazgató javaslatát, hogy valakivel közösen írjon egyfelvonásos balettet, Wagner nem fogadta el. Az ő ajánlatát viszont, hogy egy rövid operát komponál A bolygó hollandi címmel, az igazgató utasította vissza. Az új darab kivonata azonban az igazgatónál maradt. A szorító gondok ellenére szeptember 19-re elkészült a Rienzi ötödik felvonása, már csak a nyitány volt hátra. Októberben azonban Wagner az adósok börtönébe került. Minna régi barátjának, Theodor Apelnek a segítségét kérte, aki hamarosan elérte, hogy Wagner kiszabaduljon. November 19-én elkészült a Rienzi nyitánya is. A teljes művet sietve Drezdába küldte, mivel úgy érezte: már nem Párizs, hanem szülőföldje jelenti számára a felemelkedés lehetőségét – a szász királyhoz fordult segítségért. A mű elfogadtatásában ismét Meyerbeer játszott közre.
A drezdai válaszra várva feladta városi lakását és Meudonba költözött. 1841. július elején itt érte a hír, hogy az új drezdai királyi színház bemutatja a Rienzit. Ezzel egy időben levelet kapott az Opérától is; felajánlották, hogy megvásárolják tőle A bolygó hollandi vázlatát, amit Louis Philippe Dietsch zenésít majd meg. A darabért 500 frankot kapott. Rögtön zongorát bérelt és hozzáfogott saját Hollandijának megkomponálásához, bár törvény szerint ehhez semmi joga nem volt, hiszen eladta. Az egész darab zenéjét – a hangszerelés kivételével – hét hét alatt megkomponálta. Ekkorra elfogyott a pénze, ezért kénytelen volt ismét bérmunkát vállalni. A Schlesinger-kiadó Halévy új operájának, a Ciprus királynőjének zongorakivonatát rendelte meg tőle. Októberben a Hollandi kész partitúrájával visszaköltözött Párizsba. A darabot azonban nem az Opérának, hanem a berlini színháznak küldte, számítva Friedrich Wilhelm von Redern főintendáns és Meyerbeer támogatására. Mivel a Rienzi próbái késtek, kénytelen volt a francia fővárosban maradni, és írásaiból eltartani magát és feleségét. Ekkor írta a Halál Párizsban és a Zarándokút Beethovenhez című novelláit. Szakmai cikkeket is írt, elsősorban elemzéseket a német zenéről és az egyes operaelemekről. Ebben az időben ismerkedett meg a Hohenstaufok történetével, ami alapján rögtön újabb operavázlatot készített A szaracén nő címmel. E tervet azonban hamarosan ejtette, mivel egy nyelvész barátján keresztül megismerkedett a wartburgi dalnokverseny, illetve a Vénusz-hegy legendájával. E kettő ötvözeteként megírta a Tannhäuser vázlatát. Ugyancsak nyelvész barátjától kapta meg a königsbergi Német Társaság évkönyvét is, benne a Lohengrin-eposz kivonatával, amely újabb ötletet adott a zeneszerzőnek.

### Szász királyi karmester

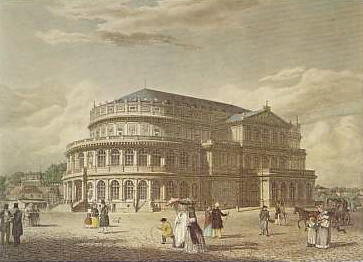
A drezdai operaház

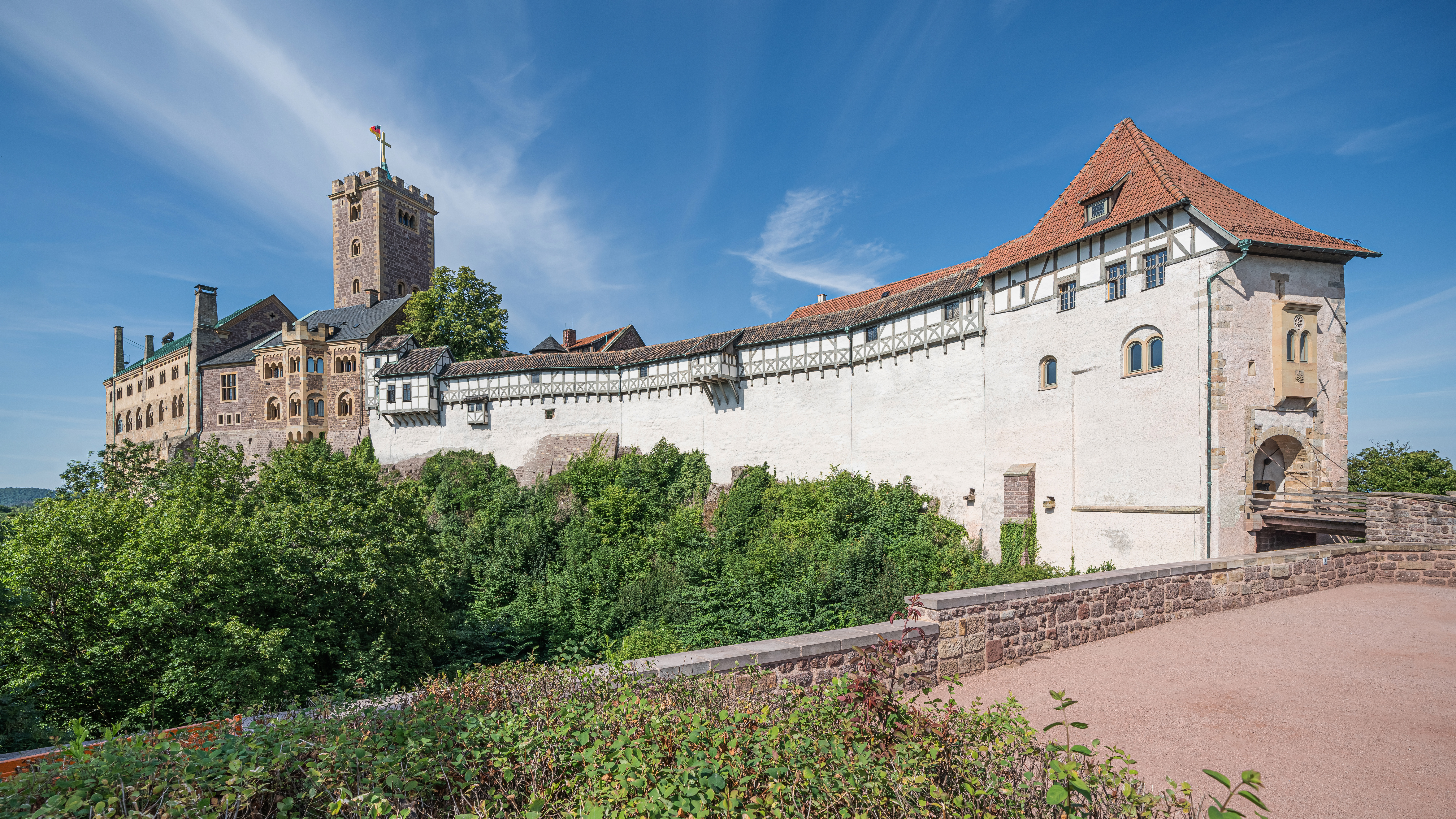
A wartburgi vár, Eisenach mellett

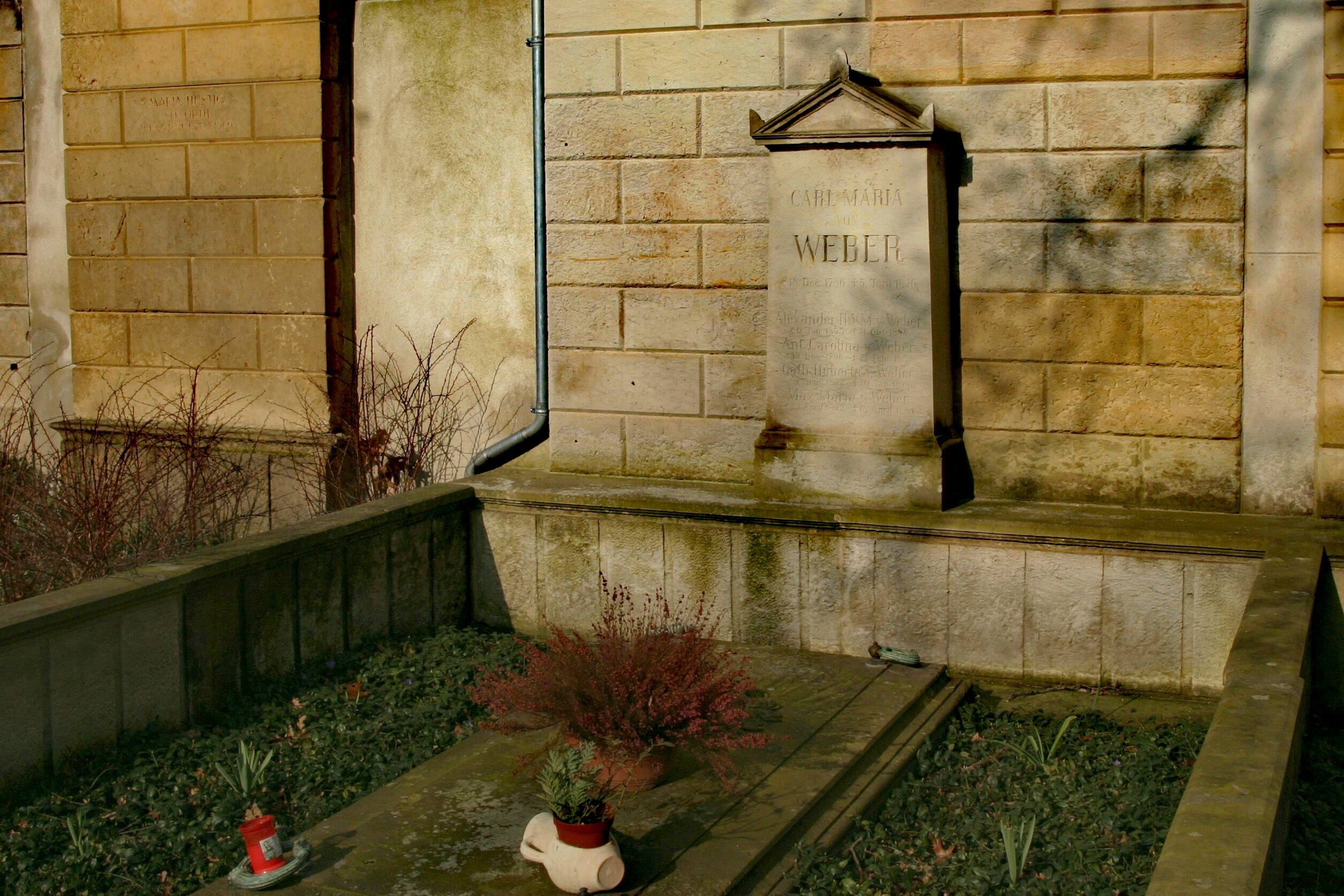
Weber síremléke Drezdában

1842. április 7-én Wagner Párizsból Szászországba indult. Minna társaságában április 12-én érkezett Drezdába, hogy részt vegyen a Rienzi próbáin. Júniusban Teplitzben üdült, ahol elkészítette következő operájának, a Tannhäusernek (akkori címén: Der Venusberg) két prózafogalmazványát. Drezdába visszatérve a várost a Rienzi közelgő bemutatóját váró, lelkes és izgatott állapotban találta. A premier 1842. október 20-án minden várakozást felülmúló sikert aratott. Azonnal elhatározták Wagner következő operája, A bolygó hollandi bemutatását is. Néhány nappal a Rienzi premierje után, október 28-án elhunyt Francesco Morlacchi királyi karnagy, és utódját mindenki Wagnerben látta. Először habozott, azzal érvelt, hogy a Tannhäuser és más tervei megvalósításához több időre van szüksége. Hamarosan mégis beadta derekát, és 1843. február 2-án kinevezték örökös királyi karnagynak, 1500 tallér éves fizetéssel.
Királyi karnagyi minőségében 1843. február 7-én vezényelte először A bolygó hollandit (a bemutatóra január 2-án került sor). A darab anyagi helyzetén is javított: sikerült magdeburgi és párizsi kölcsöneinek egy részét törlesztenie. Drezdai éveinek egyik legfontosabb eseménye Liszttel kötött barátsága volt. A bolygó hollandi révén kerültek kapcsolatba, köszönhetően a női főszerepet éneklő Wilhelmine Schröder-Devrientnek.
Ezzel a bemutatóval vette kezdetét hosszú és keserves küzdelme a drezdai udvar zenei és politikai vezető köreivel, ami csak Wagner Németországból való száműzetésével ért véget. Kezdetben csupán eredeti karmesteri egyénisége váltotta ki az énekesek és a zenekari tagok nemtetszését. Különösen ellentmondásos volt Mozart-tolmácsolása. Nagyobb sikert aratott Gluck Armidájának 1843. március 5-én bemutatott felújításával, illetve ugyanezen szerző Iphigénia Auliszban című operájának áthangszerelésével és revíziójával. A zenekar és Wolf Adolf August von Lüttichau, az udvari színház főintendánsa heves ellenállással fogadta Wagnernek azt a tervét, hogy 1846. április 5-én, virágvasárnapon előadja Beethoven IX. szimfóniáját. Újszerű olvasata azonban (amit Goethe Faustjából vett idézetek egészítettek ki a műsorlapon) lehengerlő sikert aratott, és az előadást a következő év virágvasárnapján megismételték.
Királyi karmesteri bemutatkozása másnapján, 1843. február 8-án Heinrich Laube a Zeitung für die elegante Welt hasábjain megjelentette Wagner önéletrajzi vázlatának második részletét. Ebben olvasható a legkorábbi leírás a norvég partok mentén Londonba vezető 1839-es tengeri útjáról, és az a híres és nagy hatású állítás, hogy a norvég sziklák és zátonyok közötti hajóút meghatározó befolyást gyakorolt A bolygó hollandi sajátos színezésére. Wagner azonban elhallgatta, hogy csupán néhány héttel a premier előtt tette át a cselekmény helyszínét Norvégiába (ezt az autográf partitúra és a drezdai szólamok számos változtatása tanúsítja). Mint Heinrich Marschner Vámpír-ja, eredetileg a Hollandi is Skóciában játszódott, és néhány szereplő skót nevet viselt. Annak lehetősége, hogy esszét publikálhat saját magáról a rangos folyóiratban, ellenállhatatlan kísértést jelenthetett Wagnernek, hogy az opera auráját szuggesztív önéletrajzi részletekkel gazdagítsa. Írásaiban sehol sem utal e változtatásra, sem a sok egyéb módosításra, amelyeket az 1840-es és '50-es években eszközölt a művön. Önéletrajzi írásában, a Mein Lebenben azt írja, hogy 1842-es, Párizsból hazafelé vezető utazása során „széltől, zimankótól és a zsidóktól megviselt szívére melengetően hatott” a történelmi Wartburg látványa Türingiában, és életre keltette benne a Tannhäuser harmadik felvonásának színpadképét. Itt ismét vastag önéletrajzi mázzal vonja be a Tannhäuserrel kapcsolatos gondjait és azt a jelentős tényt, hogy e darabját többször kellett átdolgoznia, mint bármely más nagyobb művét. Már a librettó befejezése, 1843. május 22. után nem sokkal elvetette az eredeti Der Venusberg címet, nem pedig két évvel később, kiadója, Meser javaslatára, ahogy azt a Mein Lebenben állítja.
A Tannhäuser langyos fogadtatása az 1845. október 19-i premieren, majd állandóan növekvő népszerűsége a pár nappal későbbi harmadik előadás után nem annyira a közönség szellemi renyheségével magyarázható, amint a wagneriánusok és maga Wagner később sugallták, hanem azzal a ténnyel, hogy az első előadás után húzásokkal és átdolgozásokkal kísérelte meg áthidalni a szakadékot saját merész drámai újításai és azok nem kielégítő technikai megvalósítása között. (A módosítások közé tartozott az első és második felvonás fináléjának megkurtítása és a harmadik felvonás előjátékának új változata.) Közel két év múlva Wagner új befejezést írt az operához, amelyben újra megjelenik Vénusz, és elmarad az ifjú zarándokok kórusa. Ezt 1847. augusztus 1-jén mutatták be Drezdában.
A királyi karnagyi állás magas, politikailag érzékeny poszt volt, ahonnan Wagner a királyi operaházon kívüli intézményekbe és eseményekbe is betekintést nyert. 1844 novemberében egyik szervezője volt Weber hamvai hazahozatalának Londonból Drezdába. E nagyszabású társadalmi eseményre írta An Webers Grabe című kórusát és az Euryanthe témáit feldolgozó fúvós gyászzenét. Egy évvel korábban kulcsszerepet játszott egy hatalmas kórusfesztivál megszervezésében; erre az alkalomra írta férfikarra és nagyzenekarra Das Liebesmahl der Apostel című bibliai jelenetét. A művet alig két hónap alatt írta meg és tanította be, a bemutatót 1843. július 6-án vezényelte a drezdai Frauenkirchében, Szászország dalárdáiból toborzott 1200 énekes és 100 tagú zenekar élén.
1844 és 1849 között Wagner sok befolyásos személyiséggel találkozott, és felvázolt vagy kidolgozott néhányat legjelentősebb művei közül. 1844 őszén a drezdai udvari színház nevében meghívta Spontinit annak híres operája, A vesztaszűz új produkciójának vezénylésére. 1845. július 16-án Marienbadban elkészítette a A nürnbergi mesterdalnokok első prózafogalmazványát, augusztus 3-án pedig a Lohengrin részletes szövegtervét. A Mesterdalnokok ötlete Gervinus Német irodalomtörténetének olvasása közben fogant meg benne, amikor Hans Sachsról és 16. századi költőtársairól olvasott. 1845. december 17-én a drezdai Engel Klubban zenésztársak – közöttük Robert Schumann és Ferdinand Hiller – jelenlétében felolvasta a Lohengrin szövegkönyvét. Többszöri megszakítás után, 1848. április 28-án fejezte be a partitúrát; ugyanazon év szeptember 22-én, a drezdai királyi udvari zenekar fennállásának 300. évfordulóját ünneplő hangversenyen elvezényelte az első felvonás fináléját.
Wagner 1846. március 1-jén keltezte a királyi udvari zenekar reformjáról írott tanulmányát, és több mint két évvel később, 1848. május 11-én fejezte be a Szász Királyság német nemzeti színházának megszervezésére vonatkozó részletes tervét. Művészi ténykedésébe gyors ütemben keveredett a nyílt politikai aktivitás: a színházban a reakciós társadalom tükrét látta, és a társadalom megváltoztatásától remélte művészi céljai megvalósítását. Minél határozottabb elutasításban részesültek színházi reformtervei (sikertelenül próbálkozott azzal is, hogy Bécsben felkeltse Franz Grillparzer és Eduard Hanslick érdeklődését), annál jobban belekeveredett a politikai felforgató mozgalmakba. Barátja, August Röckel közvetítésével 1848 nyarán megismerte a híres orosz anarchistát, Mihail Bakunyint. Hamarosan már névtelen cikkekben magasztalta a forradalmat, az anarchiát, miközben a monarchia fenntartása mellett érvelt. Állásfoglalása kétértelműségének köszönhetően megtarthatta hivatalát, de hamarosan nyilvánvalóvá vált, hogy monarchista érzelmei ellenére a királyság eltörlése mellett agitál. 1849 első hónapjaiban a politikai helyzet gyorsan rosszabbodott. Május elején a szász király alkotmányszegése miatt kitört a nyílt forradalom, és ez Wagner királyi karnagyi pályájának végét is jelentette. Feleségét Chemnitzbe menekítette Klara nővéréhez, ő maga Drezdában maradt, azt azonban már a Frigyes Ágost király megsegítésére érkezett porosz seregek ostromolták. Wagner Weimarba menekült Liszthez. Közben Drezdában lábra kapott a hír, miszerint ő gyújtotta volna fel az operaházat, és emiatt körözőlevelet adtak ki ellene. Wagner Jénában találkozott feleségével, majd Widman néven, hamis útlevéllel, egyedül elindult Franciaország felé. Rövid zürichi tartózkodás után Párizsba érkezett, azonban a kolera és a köztársasági felkelés miatt nem maradhatott. Liszt anyagi segítségével visszautazott Zürichbe, és odahívta feleségét is, aki a bizonytalan helyzet miatt eleinte habozott, de végül elutazott a svájci városba. Wagner itt írta meg első művészetfilozófiai írását, A művészet és forradalmat, amelyben az összművészeti alkotás megteremtését sürgette, mintegy a forradalmi megújhodás alapjaként.

### Száműzetésben

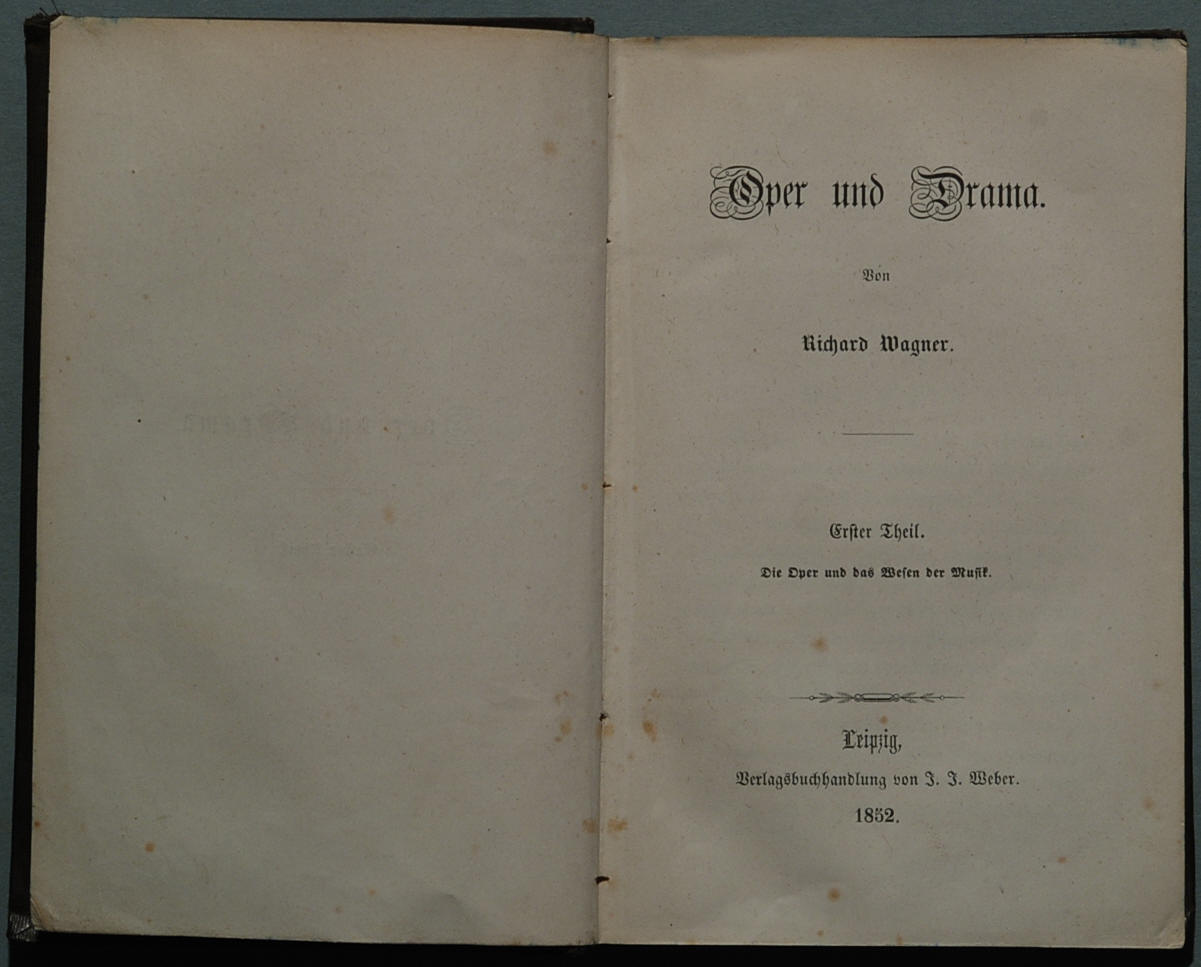
Az Opera és dráma korabeli kiadása

1850 elején felesége és Liszt unszolására Párizsba utazott, hogy bemutassa az Opérának a Tannhäuser-nyitányt valamint Wieland, a kovács című operájának a tervét. A francia fővárosban azonban csak üres ígéreteket kapott. Kétségbeesésében Montmorencyben húzódott meg, innen írt feleségének, hogy válni akar. Az esetben egy nő: Jessie Laussot, egy bizonyos Mrs. Taylor lánya játszott szerepet, akit Wagnerék Zürichben ismertek meg, és akivel Párizsban hozta ismét össze a sors. A lány nagy rajongója volt a komponista zenéjének, és amikor Wagner kétségbeesésében kijelentette, hogy menekülni akar a világ elől sikertelenségei miatt, pártját fogta. Minna rémülten férje után utazott, de már nem találta ott, időközben ugyanis Wagner Bordeaux-ba utazott, hogy Jessie férje, Eugène Laussot elé álljon. Ott azonban a csendőrség várta és kitiltotta a városból. Mrs. Taylor sem támogatta tovább a szerelmeseket, így a kaland lezárult, és a zeneszerző visszatért feleségéhez, Zürichbe.
Mivel Liszt sem tudott neki segíteni, hogy operáját, a Lohengrint Weimarban bemutassák, komponálni kezdett: a Siegfried felvázolásába fogott, de hamarosan abbahagyta. Ekkor írta meg máig vitatott A zsidóság a zenében című tanulmányát, amely elsősorban jótevője, Meyerbeer sikerei iránt érzett ellenszenvének kiütközése. A száműzetésben élő szerző örömére végre 1850. augusztus 28-án Liszt vezényletével Weimarban bemutatták a Lohengrint. A darab csak mérsékelt sikert aratott, nagyrészt ötórás hossza okán. Decemberben újabb siker érte, a párizsi Opéra bemutatta a Tannhäuser-nyitányt. A köztes időszakban írta összefoglaló tanulmányát. az operáról mint műfajról, amelynek stílusosan az Opera és dráma címet adta.
A következő évben a Breitkopf-kiadó megjelentette a Lohengrint, de nem fizetett, mivel Wagner tartozott a cégnek. Az év közepére befejezte a Siegfried költeményének teljes feldolgozását. Megírta három romantikus operakölteménye előszavának szánt tanulmányát (Híradás barátaimnak), amelyben többek között beszámolt az általa elképzelt Nibelung-tetralógiáról. Gyomorpanaszai miatt Albisbrunnba utazott. Itt öltött testet a Nibelung-terv: Nyitány: A Rajna kincse; Első nap: A walkür; Második nap: Az ifjú Siegfried; Harmadik nap: Siegfried halála. Betegsége és fáradtsága miatt csak 1852-ben kezdett hozzá A Rajna kincse felvázolásához, és miután április 25-én Zürichben bemutatták A bolygó hollandit, visszavonult Zürichbergbe, hogy nyugodtan dolgozhasson. Itt ismerkedett meg Georg Herwegh költővel, Gottfried Semper építésszel, Gottfried Kellerrel valamint Conrad Ferdinand Meyerrel, akik megismertették Schopenhauer filozófiájával, ami a későbbiekben erősen hatott gondolkodására. Május 29-én levélben újságolta Lisztnek, hogy a Nibelung-tetralógia teljes vázlata készen áll.
Az év végére enyhült a politikai helyzet Németországban, és egyre több színház érdeklődött a Tannhäuser iránt: Schwerin, Wrocław, Prága, Wiesbaden, sőt Berlin is. Száműzetésében 1852. december végéig befejezte a hatalmas tetralógia vázlatának versbe öntését is. Hírneve egyre nőtt, amit jól mutat, hogy 1853. május 18-22 között a zürichi színház koncertsorozattal ünnepelte a zeneszerzőt. Mielőtt teljesen elmerült volna a komponálásban, találkozott Liszttel Bázelben. Együtt rövid párizsi utazást tettek, Wagner ekkor ismerkedett meg Liszt három gyermekével: a tizennyolc éves Blandine-nal, a tizenhat éves Cosimával és a tizennégy éves Daniellel.
1854 júniusában fejezte be A Rajna kincse partitúráját és fogott hozzá A walkür komponálásához. Wagner nevében felesége, Minna intézte németországi ügyleteit. Az asszony októberben, a frissen trónra került János szász királyhoz fordult, kegyelmet és bocsánatot próbált kieszközölni száműzött férje számára. Az uralkodó azonban Károly Sándor szász–weimar–eisenachi nagyherceg (aki Liszt barátja és Wagner csodálója volt) közbenjárása ellenére sem bocsátott meg.
A zeneszerző lassan haladt a komponálással, hátráltatta, hogy időközben lekötötte figyelmét egy új téma, a Trisztán és Izolda. E terv csábításának ellenállva befejezte A walkürt, majd a londoni Filharmóniai Társaság meghívására az angol fővárosba utazott, ahol egy koncertsorozatot vezényelt. Noha fellépései sikeresek voltak, a kritika mögött Meyerbeer ügynökeit látta, a zenekart összehasonlíthatatlannak tartotta a párizsival, a hallgatóságról pedig úgy nyilatkozott, hogy „a világ legegykedvűbb közönsége”. Sikere egyik biztosítéka volt, hogy Viktória királynő és Albert herceg lelkesen megtapsolták és az udvarban is fogadták.
Útján hazafelé megismerkedett a buddhizmussal, és indiai mondák alapján felvázolta a Győztesek című opera tervét. Otthon sokat betegeskedett (orbánc), a Trisztán és Izolda szövegén valamint A walkür hangszerelésén dolgozott. 1856 elején Berlinben nagy sikerrel vitték színre a Tannhäusert. Március végére készen lett A walkür partitúrája, és Wagnert ismét kegyelmi kérvénye problémája foglalkoztatta. Liszt vállalkozott a közbenjárásra, de a kérvényt Wagnernek kellett írásban előterjesztenie.

### Mathilde Wesendonck

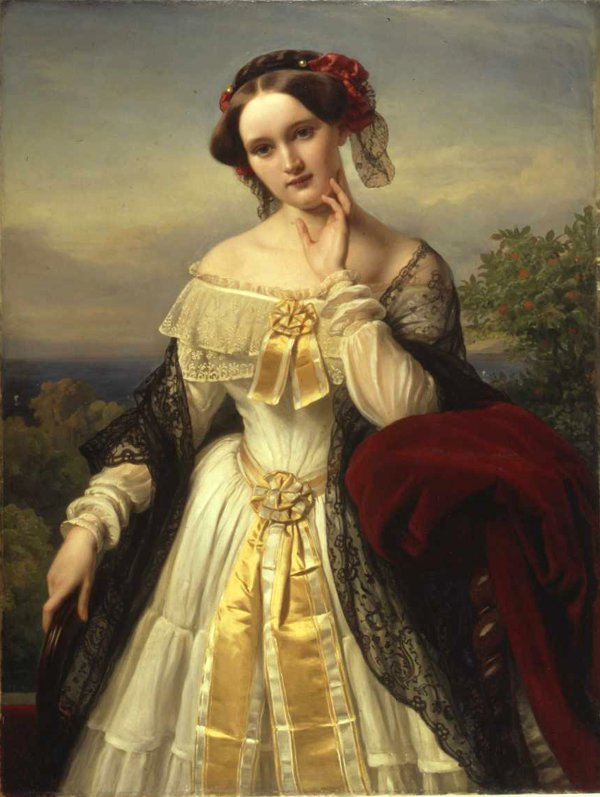
Mathilde Wesendonck

Mivel változás szükségét érezte, kiköltözött a Zürich melletti Wesendonck-villába, amelyet Otto Wesendonck selyemkereskedő, pártfogója és kiadója osztott meg vele. Itt látott neki a Siegfried komponálásának, de egyre többet foglalkozott a Trisztánnal és a Győztesekkel is. Wagnert gyöngéd kapcsolatok fűzték ebben az időben Mathilde Wesendonckhoz, házigazdája feleségéhez. Mathilde hatására Wagner felhagyott a Nibelung-tetralógia komponálásával, és a szerelmi történetet feldolgozó Trisztán és Izolda megzenésítésébe temetkezett. Mathilde költőnő volt, Wagner szívesen zenésítette meg a verseit, amiket baráti társaságuk előtt elő is adtak. Ezeket később Wesendonck-dalok címen publikálták.
1858 áprilisában Minna megtalálta Richard Mathildéhez írt levelét. Botrányt rendezett és értesítette Wesendonckot is. A nyilvános botrányt ugyan Richard és különösen Otto finom tapintata révén sikerült elkerülni, de a szakítás a két házaspár között elkerülhetetlenné vált. Minna, folyamatos szívfájdalmakra panaszkodva a Hallwilersee melletti Brestenberg üdülőhelyre utazott, férje pedig otthon maradt, és a látszat megőrzése érdekében folytatta látogatásait szomszédainál, amíg Wesendonckék Itáliába nem utaztak. Ezek után Minna hazautazott Drezdába, Wagner pedig, feladva mindkét asszony szerelmét, Velencébe ment, ahol a Palazzo Giustinianban szállt meg. Továbbra is próbálkozott kegyelemért folyamodni, azonban felmentő levél helyett a helyi rendőrség kereste fel, ugyanis a drezdai királyi kormány közbenjárt az osztrák kormánynál, hogy Wagnert Velencéből is tiltsák ki. Csak orvosi bizonyítvánnyal tudta tartózkodását meghosszabbítani. Közben folytatta a Trisztán és Izolda komponálását. Mivel a politikai hangulat is egyre forróbbá vált a lagúnák városában (olasz szabadságmozgalmak), Milánón keresztül visszatért Svájcba, ahol Luzernben telepedett le. Itt folytatta a Trisztán és Izolda komponálását, amit augusztus 6-án fejezett be, azon a napon, amikor tízéves késéssel ugyan, de Drezdában is bemutatták a Lohengrint. Októberben a karlsruhei Trisztán-bemutató terve végképp megbukott, mert nem akadt olyan énekes, aki vállalni merte volna a címszerep újszerű nehézségeit. Bécs és Drezda is érdeklődött ugyan az új opera iránt, de e két lehetséges bemutató reménye távoli volt, és Wagnert egyre inkább szorították anyagi gondjai. Az év végén Minna csatlakozott hozzá. Az asszony józanabbul ítélte meg a zeneszerző pénztelenségét, és mindent megtett, hogy takarékoskodni tudjanak. Wagner újabb tervet szőtt: mivel ő maga nem léphetett német földre, úgy határozott, hogy operáit (Trisztán és Izolda, Tannhäuser és Lohengrin) Párizsban mutatja be, német énekesekkel. Ehhez azonban pénzre volt szüksége, ezért megkérte Otto Wesendonckot, akinek korábban eladta a Nibelung-drámák kiadói jogait, hogy engedje ezeket át a mainzi Franz Schott, Schott’s Söhne cégének, aki már régóta érdeklődött irántuk. Az 1860-as esztendőt sikeresen kezdte, sikerült eladnia A bolygó hollandi, a Tannhäuser és a Lohengrin jogait Franciaországban és Belgiumban. Január 25-én koncertet adott a Théâtre-Italienban, amelynek legnagyobb sikere a Trisztán és Izolda nyitánya volt. Diplomata barátai, közöttük von Seebach báró, a párizsi szász követ, magukévá tették Wagner ügyét, és akciót kezdeményeztek, hogy az immár Franciaország legnagyobb hatalmasságainak kegyét élvező német zeneszerző amnesztiában részesüljön hazájában. Erőfeszítéseik eredményeképpen 1860. július 15-én von Beust báró, szász miniszterelnök és külügyminiszter von Seebachnak írt levelében engedélyezte Wagner szabad belépését német területre, Szászország kivételével.

### Visszatérés német földre

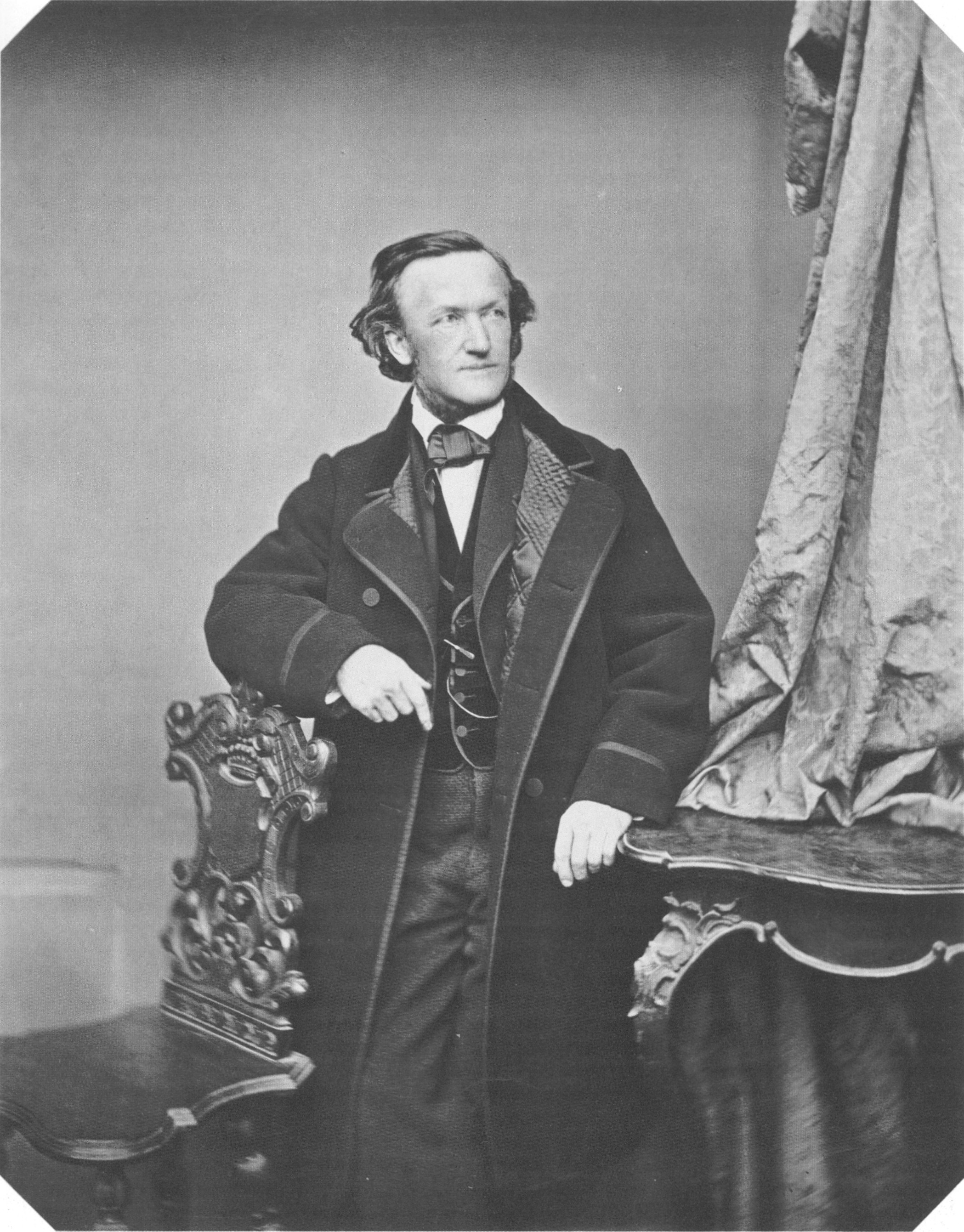
Wagner 1860-ban

1860 nagyobb részében és 1861 első hónapjaiban a Tannhäuser első két jelenetének újraírása, a francia szövegkönyv elkészítése és a partitúra számos részletén végrehajtandó változtatások foglalkoztatták. A bolygó hollandi, a Tannhäuser, a Lohengrin és a Trisztán Paul Challemel-Lacour készítette francia prózafordításához előszóképpen megírta egyik legjobb tanulmányát (A jövő zenéje ironikus címmel). A Tannhäuser-szöveg színpadra szánt fordítását Wagner segítségével Charles Nuitter készítette el. 1861. január 28-án befejezte a bacchanália és a Vénuszbarlang-jelenet új változatát, de a partitúrán egészen a március 13-i első előadásig újabb és újabb változtatásokat kellett eszközölnie, elsősorban a zenekarral és a Pierre Louis Philippe Dietsch karmesterrel támadt nehézségek miatt. További problémát okozott Albert Niemann, a főszerepet megformáló híres tenor, aki nem akarta elfogadni a revíziókat a második felvonás dalnokversenyében. A premier botrányosra sikerült. Wagner az operaház vezetőségének kérését teljesítve, és a francia operahagyományoknak eleget téve egy balettjelenettel toldotta meg a nyitóképet. Az arisztokrácia azonban nemtetszését fejezte ki eziránt a megoldás iránt, hiszen ők jobban szerették volna a táncjelenetet a második felvonás elején látni. Ennek az a gyakorlati oka volt, hogy az elhúzódó vacsorák miatt az arisztokrata urak rendszeresen lekéstek a darab elejéről, így a lenge öltözetben táncoló bacchánsnőkről is. Ez a botrány a további, március 18-i és 24-i előadások előtt újabb, esetenként radikális változtatásokra késztette Wagnert. A párizsi Tannhäuser-előadások nevezetes furoréját nem csupán az arisztokrácia konzervatív ízlése váltotta ki, hanem befolyásos személyiségek intrikája is, akik az eseményt leplezett politikai tüntetéssé változtatták III. Napóleon Ausztria-barát politikája ellen. (Metternich hercegnő, Wagner pártfogója, akinek döntő szerepe volt abban, hogy az Opéra elfogadta a Tannhäusert, a párizsi osztrák követ felesége volt.) A harmadik előadás után a művet levették a műsorról.
Wagner Párizsból hamarosan Karlsruhéba ment, hogy a fiatal badeni nagyherceggel, I. Frigyessel, megvitassa a Trisztán ottani bemutatásának lehetőségét. Rövid időre még visszatért Párizsba, majd énekeseket keresve Bécsbe utazott. A bécsi udvari opera annyira élénk érdeklődést tanúsított, hogy Wagner annak intendánsával, Lanckoronski gróffal is tárgyalni kezdett. A bécsi opera 1861. május 11-i próbáján hallotta első ízben színpadon a teljes Lohengrint. Alois Ander énekelte a címszerepet, és Wagner nyomban őt választotta ki Trisztán szerepére is. Különböző források szerint kész volt arra, hogy rendkívüli kompromisszumokat tegyen az énekszólam átdolgozásával és terjedelmes húzásokkal, amikor rájött, hogy Ander képtelen felnőni a feladathoz. 1864 márciusában a tervet el kellett ejteni.
1861. október 30-án Wagner egy nagy vígopera, A nürnbergi mesterdalnokok ötletét tárta Franz Schott kiadó elé. A műért kapott előleggel kívánta csökkenteni felhalmozódott adósságát. Önéletrajzi vallomása szerint a Mesterdalnokok megkomponálását azután határozta el, hogy Velencében a Frari-templomban látta Tiziano híres festményét, a Mária mennybemenetelét.
1862-ben Biebrichben, egy Rajna menti faluban bérelt lakást, és intenzíven dolgozni kezdett a zenén. Júniusban vagy júliusban befejezte az előjáték partitúráját, az első felvonás kompozíciós munkája azonban a következő nyáron megszakadt, nagyrészt azért, mert Wagner összekülönbözött Schottal az újabb, vágyva vágyott előlegen. Biebrichben meglátogatta őt Minna, akivel tíz nap után mindörökre elváltak. Orvosi tanácsra Minna Drezdában telepedett le. 1862. március 25-én Wagner teljes amnesztiáért folyamodott a szász királyhoz. A kérvényhez régi barátja, Anton Pusinelli részletes orvosi tanúsítványt mellékelt Minna egészségi állapotáról. A kérést március 28-án teljesítették.
Wagner életének következő két évét művei előadásaival kapcsolatos utazgatás és néhány múló szerelmi kaland töltötte ki. 1862. szeptember 12-én Frankfurt am Mainban vezényelte első ízben a Lohengrint, november 1-jén pedig a lipcsei Gewandhausban a Mesterdalnokok előjátékának első előadását. Három fontos bécsi hangversenyen (1862. december 26., 1863. január 1. és 11.) saját átdolgozásában részleteket vezényelt a Ring-tetralógiából és a Mesterdalnokok már elkészült részeiből. A hangverseny előkészületei során Peter Cornelius és a zongorista Carl Tausig volt segítségére, a szólamok másolásában Brahms is közreműködött. A Rajna kincse részletein kívül ekkor hangzott el első ízben a valkűrök lovaglása. Hasonló hangversenyeket adott Prágában, Pesten, Karlsruhéban és Breslauban. Számottevő pénzbeli nyereséggel csak a pétervári és a moszkvai hangversenyek zárultak, 1863 februárja és áprilisa között. Ám orosz turnéjának 12 000 márkás bevétele hamar elolvadt, és újabb adósságai nyomán a börtön fenyegette. A lengyelországi zavargások lehetetlenné tették, hogy ismét Oroszországba utazzék. 1864. március 25-én sietve elhagyta Bécset, a Zürich melletti Mariafeldbe, majd Stuttgartba ment. A sváb hegyekbe akart visszavonulni, hogy befejezze a Mesterdalnokokat. Az év május 3-án azonban II. Lajos, Bajorország új királya Münchenbe rendelte.

### A bajor király kegyence

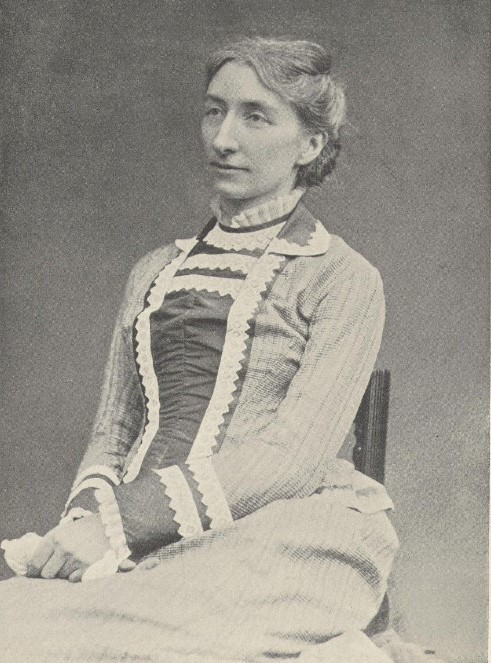
Cosima Wagner 1877-ben

1864. május 4-én a müncheni palota fogadótermében először állt szemben egymással Wagner és II. Lajos. A komponista ekkor ötvenegy éves volt, a király tizenkilenc.
„Legyen meggyőződve arról, mindent elkövetek, ami csak erőmből telik, hogy kárpótoljam Önt az elmúlt szenvedésekért. A mindennapi élet alantas gondjait elűzöm feje felől, s az áhított nyugalmat nyújtom Önnek, hogy gyönyörűséges művészete tiszta légkörében zavartalanul bontakoztathassa ki géniuszának hatalmas szárnyalását. Örömeim egyetlen forrása volt Ön zsenge ifjúságomtól fogva, mikor erről mit sem tudott – jó barát, ki szívemhez szólt, mint senki más, a legjobb tanítóm és nevelőm. Mindezt viszonozni kívánom, ahogy tudom!”
Wagner első dolga az volt, hogy a királytól kapott pénzösszegből kifizesse hitelezőit (Magdeburg, Königsberg, Riga, Párizs, Drezda, Zürich, Bécs), és visszavásárolja elzálogosított javait. Ezután visszatért Bajorországba, ahol a király által rendelkezésére bocsátott starnbergi kastélyba költözött. A tervezgetések korszaka következett. Wagner úgy látta jónak, hogy Münchenben először A bolygó hollandit vigye színre, majd a Trisztán és Izoldát.
A nyár folyamán a karmester és zongorista Hans von Bülow és felesége, Cosima, Liszt Ferenc lánya, valamint két kislányuk meglátogatta Wagnert. Amikor Bülow megbetegedett, Liszt is Starnbergbe utazott, de kapcsolatuk Wagnerrel már nem volt annyira közvetlen, mint korábban: beárnyékolta Liszt sejtése, hogy Cosima házassága éppen Wagner miatt került válságba.
Mivel pazarló életvitelére egyre többen felfigyeltek Münchenben, úgy határozott, folytatja a Ring-tetralógia komponálását. A királytól tetemes összeget kapott előlegként, valamint egy kertes házat a bajor fővárosban. Ősszel Münchenbe költözött a Bülow házaspár is.
A bolygó hollandi bemutatója napján II. Lajos új miniszterelnököt nevezett ki Ludwig von der Pfordten személyében, aki Wagnernek régi ismerőse volt, ugyanis drezdai karmestersége idején szász miniszter volt. A konzervatív eszméket valló új miniszterelnök ellenezte a zeneszerző Ring Ünnepi Színházának megépítését, amelynek hatmillió talléros terhét a királyi magánpénztár nem bírta volna el. A király, valószínűleg anyja hatására (aki tiltotta fiát a nemkívánatos társaságtól), nem vett részt sem A bolygó hollandi, sem pedig a Tannhäuser előadásán. Ekkorra már a politikai pártok is felismerték Wagner befolyását az ifjú uralkodóra, ezért megpróbálták megkörnyékezni és felhasználni a maguk céljaira. Ez nyilvánvaló okot adott a zeneszerző elleni támadásra: február 20-án az augsburgi Allgemeine Zeitung egy név nélküli cikket közölt, amelyben először hangoztatták nyíltan, hogy a mester költekezéseivel túl nagy terhet ró a bajor népre. Wagner ezt cáfolta ugyan, de nem tudta elejét venni az ellene megindult, általános ellenérzéseknek hangot adó kampánynak. A müncheni Népszínház például a Trisztán és Izolda bemutatója helyett egy új darabot vitt színre: Trisztánka és Izzólda, drámai versike, szöveg, dallam nélkül, egy jövőbeli opera jelenlegi paródiája. A Trisztán és Izolda bemutatójára végül a Königliches Hof- und Nationaltheaterben került sor 1865. június 10-én. Az előadást Hans von Bülow vezényelte, annak ellenére, hogy tudatában volt felesége hűtlenségének.
Nem tudni, mikor került Wagner bizalmas kapcsolatba Cosimával. A Mein Leben szerint Cosima és Wagner már 1863 novemberében örök hűséget esküdtek egymásnak, Wagner Bülowéknál tett berlini látogatása alkalmával. Valószínűbb azonban, hogy kapcsolatuk 1864 júniusában vagy júliusában kezdődött, amikor Lajos király távollétében Cosima egyedül látogatta meg Wagnert a Starnbergi-tónál lévő Villa Pelletben. Hans von Bülow július 7-én maga is Starnbergbe érkezett, s ezzel kezdetét vette a zenetörténet leghíresebb ménage á trois-ja, amely gazdag táptalajként szolgált megannyi karikatúrának és pletykának.
Wagner első gyermeke, Isolde, 1865. április 10-én született – ezen a napon vezényelte Hans von Bülow a Trisztán első zenekari próbáját. A gyermeket Hans és Cosima Bülow törvényes lányaként anyakönyvezték, és Cosima jóval később sem ismerte el, hogy Wagner gyermeke. A közvéleményre való tekintettel, és hogy Lajos jóindulatát ne kockáztassa, Wagner számára oly fontos volt a törvényesség látszata, hogy lányának keresztelőjén még a keresztapa szerepét is vállalta.
Wagner Lajos király kérésére még Münchenben, 1865 júliusában elkezdte diktálni önéletrajzát, a Mein Lebent. Augusztusban megírta a Parsifal első teljes prózavázlatát – e vállalkozás is szinte élete végéig lekötötte. A pletykák és az ellenséges hangulat miatt végül 1865. december 10-én elhagyta Münchent. Egy Genf közelében lévő házba költözött (Les Artichauts), és folytatta a munkát a Mesterdalnokokon. 1866 januárjában Marseille-ben érte a váratlan hír, hogy felesége, Minna, Drezdában meghalt.

### Tribscheni évek

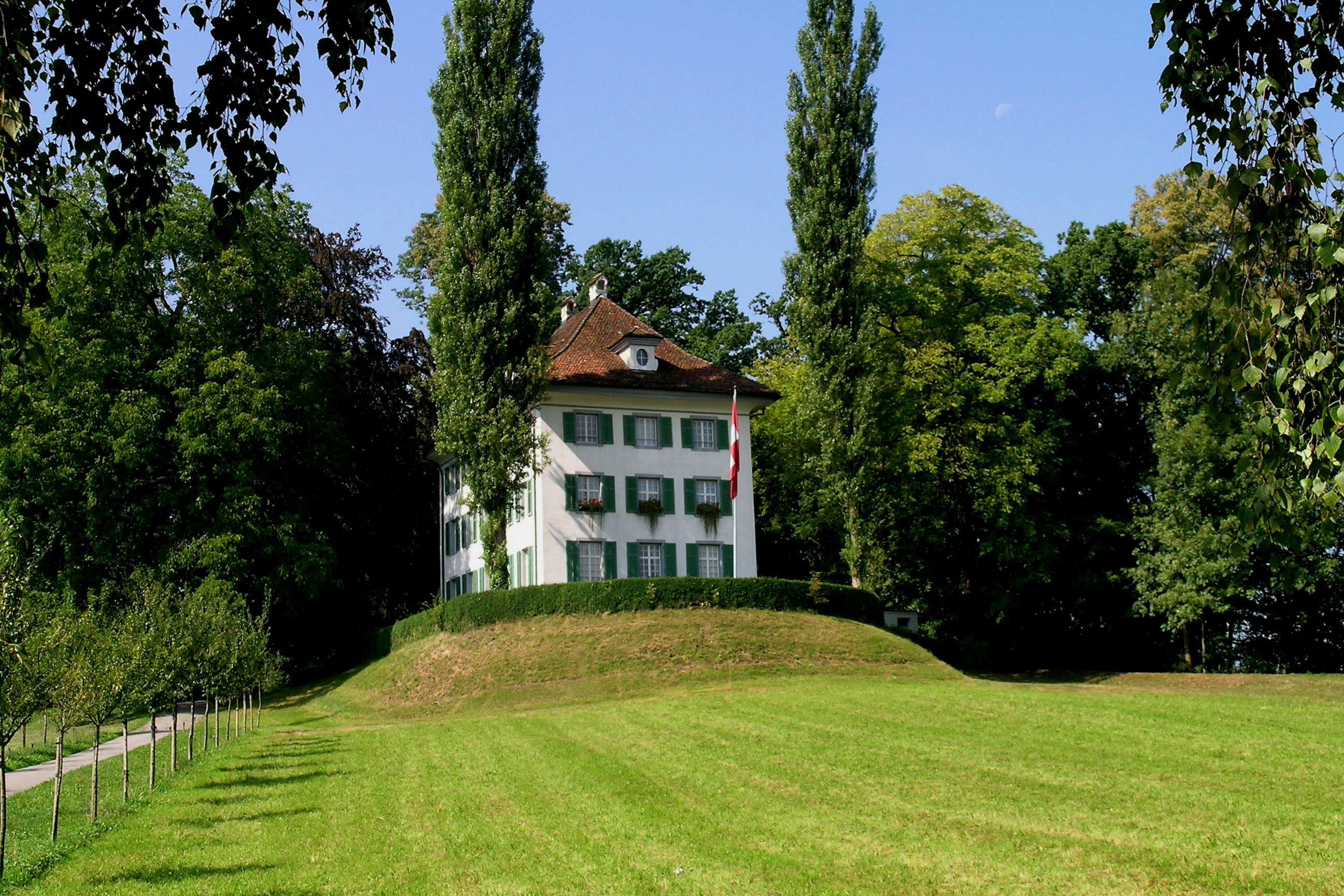
A tribscheni villa

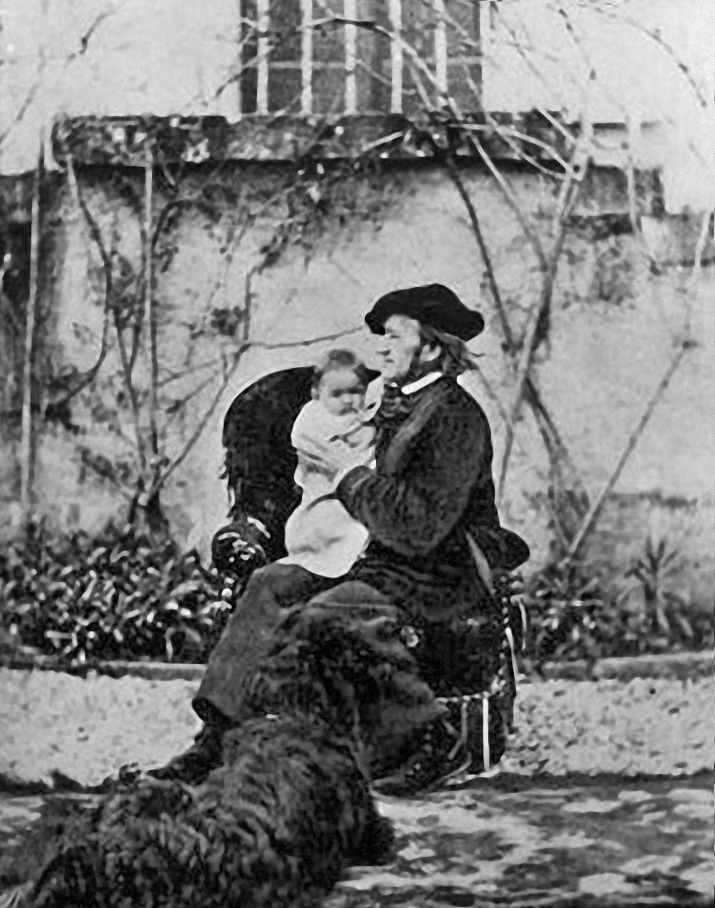
Wagner és Eva lánya, 1877-ben, Tribschenben

1866. március 23-án lezárta a Mesterdalnokok első felvonásának partitúráját. Röviddel utóbb, április 15-én a svájci Tribschenbe költözött, Luzern közelébe, egy tóra néző házba. Itt töltötte a következő hat évet; 1867. október 24-én itt fejezte be a Mesterdalnokok-at, ezt 1868. június 21-én, Münchenben mutatták be.
1866 májusában látogatott először Tribschenbe Cosima, 1868. november 18-án pedig végleg odaköltözött. Itt további két gyermeket szült Wagnernek: Evát (1867. február 17.) és Siegfriedet (1869. június 6.). Hans von Bülow-tól elválva, 1870. augusztus 25-én a Luzern közelében lévő protestáns Hofkirchében Wagner felesége lett. Liszt Magyarországon értesült lánya házasságáról. Wagner Tribschenben, 1869. január 1-jén kezdte vezetni híres naplóját. Gyermekeinek szánta, mint beszámolót életének „minden órájáról”, azonban a közel egymillió szavas naplóban meglepően tartózkodó saját érzelmei kifejezésétől.
Wagner 1868. november 8-án sógora, Friedrich Brockhaus lipcsei házában kötött ismeretséget Friedrich Nietzschével, a filológussal és filozófussal. Nietzschét lenyűgözte a Trisztán és a Mesterdalnokok, lelkes Wagner-hívő volt már korábban is. 1869 májusában, bázeli professzori kinevezése után került sor huszonhárom triebscheni látogatása közül az elsőre. Wagner és Cosima Nietzschét hamarosan bizalmas hívüknek tekintették, rábízták a Mein Leben első köteteinek kinyomtatásával kapcsolatos szervezőmunkát, és szellemi fejlődését a legélénkebb érdeklődéssel kísérték. Nietzsche első nagyobb publikációját (A tragédia születése a zene szelleméből) e látogatások alkalmával nemcsak megvitatták, hanem közvetlenül érvényesült benne Wagner hatása, aki – miután Nietzsche 1871 áprilisában felolvasta neki – változtatásokat s egyes szakaszok kibővítését javasolta. Wagner és Nietzsche viszonya az 1876-os Bayreuthi Ünnepi Játékokig felhőtlennek látszott. Eltávolodásuk oka pontosan nem ismert, valószínűleg Nietzschének a Parsifalról alkotott kedvezőtlen véleménye válthatta ki.
1868 márciusában II. Lajos megszakította a müncheni Wagner-fesztiválszínház terveivel kapcsolatos tárgyalásokat az építész Gottfried Semperrel. Wagner érezte, hogy a Ring-tetralógia ideális feltételek melletti müncheni előadásának kilátásai egyre illuzórikusabbak, ezért a Siegfried harmadik felvonásának megkomponálásához már annak tudatában látott hozzá 1869. március 1-jén, hogy eszményei megvalósítását másutt kell keresnie.
1870. február 27-én Bécsben nagy sikerrel mutatták be A nürnbergi mesterdalnokok-at, azonban az április 1-jei berlini bemutató majdnem botrányba fulladt, mert Wagner ellenzői itt voltak a legerősebbek, leghangosabbak. Heinrich Dorn karmester, a régi rigai kolléga „cipészinas-operának” nevezte és „macskazenének” minősítette. A második előadástól kedve azonban a közönség véleménye került fölénybe, és a mű diadalt aratott.
Májusban a berlini Porosz Művészeti Akadémia külföldi tagjává választotta; Wagner két évvel később, 1871. április 28-án előadást tartott az intézményben Az opera sorsáról címmel. Ez stratégiájának lényeges eleme volt: meg akarta vetni a lábát Berlinben, abban a reményben, hogy ha nem Münchenben, hát ott sikerül majd megvalósítania ünnepijáték-terveit. 1869 augusztusában és szeptemberében úgy látszott, nyílt szakításra kerül sor Lajos király és Wagner között. A zeneszerző kívánsága ellenére Lajos elrendelte A Rajna kincse bemutatását, és arra – hiába kísérelte meg a komponista, hogy meghiúsítsa –, szeptember 22-én sor is került a müncheni Hoftheaterban. A következő év június 26-án ugyanott lezajlott A walkür premierje is, ismét a szerző akarata ellenére. 1871 márciusában a király parancsot adott a Siegfried müncheni bemutatójára. Szeptemberben Perfall intendáns jelentette, hogy készülnek a díszlettervek és folynak a zongorás próbák, de a partitúra nélkül lehetetlenség tovább haladni. Wagner 1871. március 1-jén hosszú levélben közölte Lajossal, hogy képtelen a Siegfried hangszerelését befejezni – valójában azonban röviddel azelőtt, február 5-én már lezárta a harmadik felvonás partitúráját Tribschenben. München a kéziratot nem kapta meg, és a tervezett előadást lemondták.
Wagner utópisztikus németegység-látomása, valamint Poroszország és Bajorország egyesítése volt az egyik oka, hogy Bayreuthot választotta a Ring előadásainak színhelyéül. A város egykor Poroszországhoz tartozott, félúton feküdt München és Berlin között, operaházának színpada pedig a legnagyobbak egyike volt egész német földön. Ez 1870. március 5-én, Brockhaus Konversationslexikon-jának a városról szóló cikkét olvasva jutott eszébe. Alaposabb vizsgálat után azonban az operaház színpada alkalmatlannak bizonyult, ezért 1871. április 16-án új színház építése mellett döntött. 1872. február 1-jén Theodor Muncker bayreuthi polgármester, Friedrich Feustel bankár és egy Käfferlein nevű ügyvéd részvételével megalakult a Bayreuthi Ünnepi Játékok szervezését ellenőrző „végrehajtó bizottság”. Wagner és a bizottság Bismarck porosz miniszterelnököt is megpróbálta megnyerni az ügy érdekében, azonban az igazi segítség Carl Tausigtól jött: a kitűnő zongorista nagyszerű szervezőnek bizonyult. Tausig létrehozta Berlinben az első Pártfogó Egyesületet. Ennek minden tagja magára vállalta a színházépítés költségeinek ezredrészét, és ennek fejében tiszteletjegyet kapott a megnyitóra és a tetralógia első előadás-sorozatára.. Hamarosan világszere Wagner-egyesületek alakultak, csak Lipcsében, Drezdában és Münchenben akadozott a gyűjtés, épp ott, ahol a mester személy szerint is ismert volt. Végül Bayreuth város tanácsa 1871 decemberében a színháznak szánt telket ingyen bocsátotta Wagner rendelkezésére. A zeneszerző a szervezési gondok miatt lassan haladt Az istenek alkonya komponálásával.

### Bayreuth

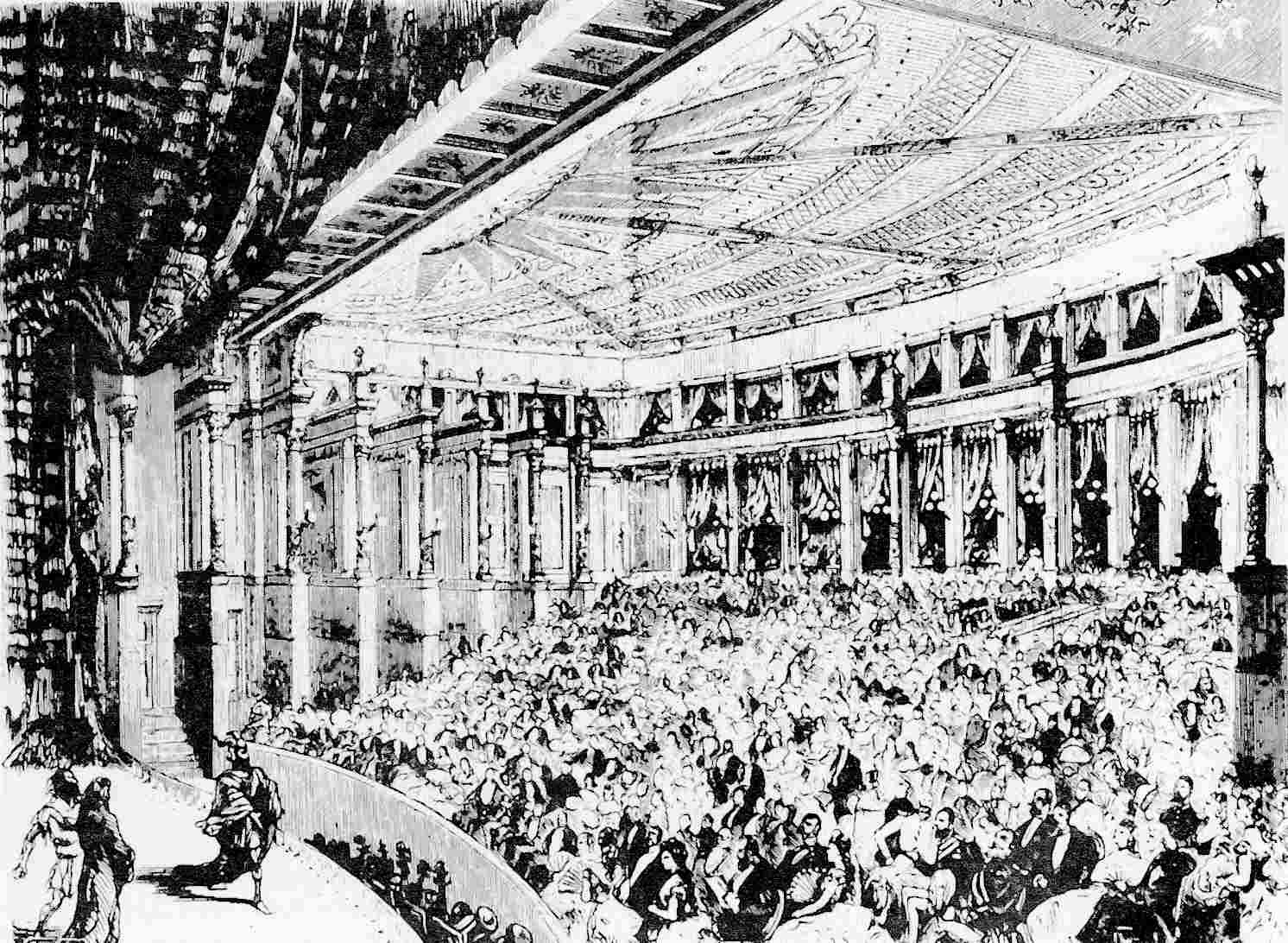
A Rajna kincse bemutatója 1876-ban, a Festspielhausban

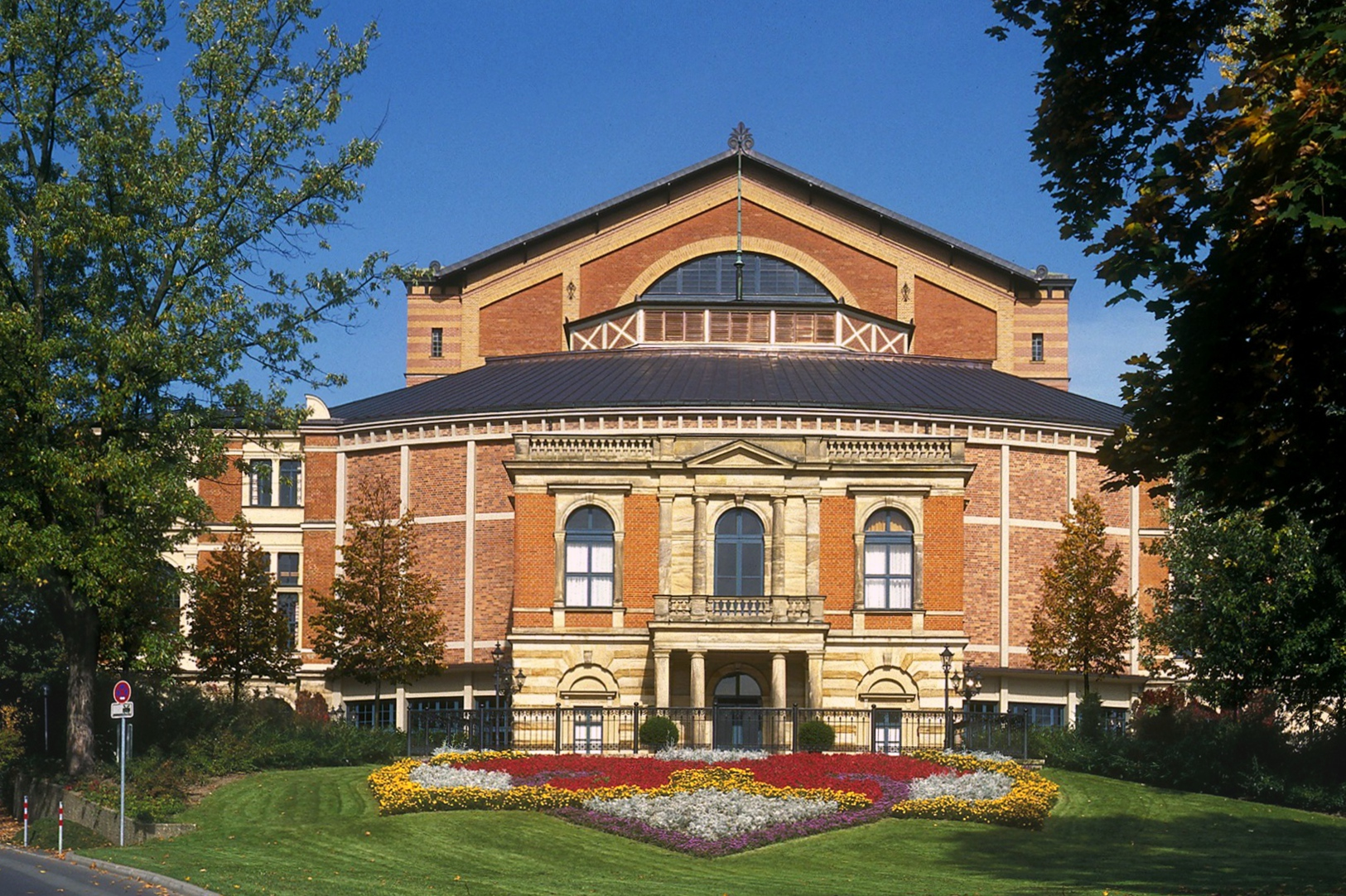
A Festspielhaus napjainkban

Két héttel Bayreuthba érkezése előtt, 1872. április 10-én Wagner elkészült Az istenek alkonya zenéjének első megfogalmazásával. Élete legtevékenyebb négy esztendeje következett. Felügyelt a Festspielhaus és a Wahnfried, első és egyetlen saját otthona építésére, emellett énekesek és színházi szakemberek után kutatva bejárta Németországot és Ausztriát, közben koncertezéssel pénzt is gyűjtött a bayreuthi vállalkozáshoz. Óriási, időigényes munka volt a Ring mind a négy partitúrájának lemásolása, korrektúra-olvasása és kiadása. Ki kellett írni a zenekari szólamokat is; erre és más feladatok elvégzésére Wagner fiatal muzsikusok csoportját gyűjtötte maga köré, akikben zenéje eljövendő korrepetitorait és karmestereit látta. A csoportot szeretettel Nibelungenkanzleinek (Nibelung-kancellária) nevezte. Tagjai Hermann Zumpe; Seidl Antal, a karmester; Joseph Rubinstein, a zongorista; és a görög Dimitriosz Lallasz voltak. Időközben arra is szakított időt, hogy az idős Lisztet, akivel kapcsolata Cosimával történt házasságkötése után megszakadt, meglátogassa Weimarban. Liszt viszonozta ezt a látogatást Bayreuthban, és régi barátságuk helyreállt.
Wagner 1872. április 22-én végső búcsút vett Tribschentől, és két nappal később már Bayreuthban volt. Nekilátott a merész vállalkozásnak, hogy fesztiváleszméjét szilárd művészi és pénzügyi alapokra helyezze. Május 22-én, ötvenkilencedik születésnapján rakta le a Festspielhaus alapkövét. Az alkalom megünneplésére a Markgräfliches Opernhausban Beethoven 9. szimfóniáját vezényelte.
Az építkezést a pénzforrások szűke miatt csak szakaszosan lehetett folytatni. A zeneszerző II. Lajostól sem számíthatott támogatásra, a királyt saját kastélyai (Neuschwanstein, Linderhof stb.) foglalkoztatták, ráadásul neheztelt is rá, mert Wagner megtagadta egy gyenge költő kérését, hogy zenésítse meg a királyhoz írt hódoló költeményét. Saját házát, a Wahnfriedet, részben saját forrásaiból, részben pedig a bécsi Schott kiadótól kapott kölcsönökből építette fel 1874-re. Itt fejezte be 1875 novemberében Az istenek alkonya végleges változatát, huszonhat évvel azután, hogy 1848-ban hozzákezdett a Ring megalkotásához.
A Tausig-féle védnökjegyek eladása azonban nem váltotta be a hozzájuk fűzött reményeket. 1875 elején még csak 490 kelt el az összesen 1300 védnökjegyből, és Wagnernek el kellett ismernie, hogy a terv gyakorlatilag csődöt mondott. Már 1873 júniusában megkísérelte Bismarck érdeklődését felkelteni a bayreuthi vállalkozás iránt, ám nem kapott választ. Lajos király 1874. február 20-án 216 152 márkás kölcsönnel sietett segítségére, de Wagner még ezután is szükségesnek érezte, hogy 1875 októberében Berlintől kérjen anyagi támogatást, ez alkalommal I. Vilmos császárhoz fordult. Az államkincstár elnöke, Rudolf von Delbrück azonban ellenezte a gondolatot, és azt az udvarias, de gyakorlatilag nem hasznosítható (mivel nem hagyták volna jóvá) javaslatot tette, hogy Wagner nyilvános kérvényben forduljon a Reichstaghoz. Vilmos császár parancsára Berlinben bemutatták a Trisztán és Izoldát, a bevételt pedig Bayreuth kapta. Ugyancsak pénzgyűjtés céljából vállalkozott Wagner arra, hogy alkalmi kompozíciót írjon az amerikai függetlenségi nyilatkozat századik évfordulójára.
1875. augusztus 2-án hallotta először a zenekart a Festspielhausban. Egy évvel később, 1876. augusztus 13. és 30. között került sor először a Ring nyilvános, ciklikus előadásaira. Minthogy Lajos király egyedül kívánta a meghallgatni, a főpróbákon vett részt (ezeket csak elnevezésük különböztette meg az előadásoktól), augusztus 6. és 9. között. Nyolc éve nem találkozott Wagnerrel. A nagy eseményre, az Wagner-fesztivál hivatalos megnyitójára 1876. augusztus 13-án került sor A Rajna kincsével. A számos magas rangú arisztokrata mellett megjelent I. Vilmos német és II. Péter brazil császár is.
Az első Bayreuthi Ünnepi Játékok 150 000 márkás deficitje a vállalkozást a jogi csőd szélére juttatta. Négy hónapos itáliai üdülés után Wagner nyolc koncertből álló sorozatot vezényelt a londoni Royal Albert Hallban, terjedelmes részletekkel valamennyi nagyobb művéből, ám mindössze 700 font haszonra tett szert. Ezután komolyan fontolóra vette, hogy eladja a Wahnfriedet és kivándorol Amerikába.

### Utolsó évei
Minden elveszettnek látszott, de a müncheni kincstár 1878. március 31-én Wagner segítségére sietett és szerződést kötött vele. Ez többek között előírta az 1876-os fesztivál hatalmas tartozásának törlesztését, ugyanakkor rendelkezett arról is, hogy a müncheni udvari színház (Königliches Hof- und Nationaltheater) megkapja a jogot a Parsifal jogdíjmentes előadására a bayreuthi bemutató után. Az utolsó percben jött segítség azonban alig változtatott Wagner utolsó éveinek örök paradoxonán: a reakciós Bayreuther Blätter megalapítása 1878 januárjában az egyik, és legmagasztosabb művének megalkotása a másik oldalon. A folyóiratot eszméinek népszerűsítésére indította. Írásai többnyire ex cathedra megnyilvánulások a művészetről, a tudományról és minden egyébről: Wagner egyik fő jellemvonása volt, hogy mindenhez hozzászólt. Mivel ekkorra barátsága Nietzschével megromlott, annak műveit Modern és Mi a német? című írásaiban támadta, mégpedig úgy, hogy átvette és tovább bővítette annak nézeteit a felsőbbrendű embertől az antiszemitizmusig. Utóbbi a két évvel korábban, Rómában megismert Gobineau szellemében fajgyűlöletté tágult, így lapja hamarosan a német nacionalizmus és a faji mítosz orgánumává lett. Ennek szellemében állt neki a Parsifal megkomponálásának, amelyet a jogdíj-előlegek fejében hamarosan elzálogosított.
1877 szeptemberében a Patronatsverein küldötteinek Wagner egy bayreuthi zeneiskola tervéről beszélt, amely „igaz német szellemben” nevelne zenészeket a német zene előadására, de a terv nem valósult meg. Egészségének gyors hanyatlása arra kényszerítette, hogy erejét a Parsifal megalkotására összpontosítsa. Gyors felépülés reményében Dél-Olaszországba utazott (1880. január 4. – október 3. között). Többek között Ravellóban is elidőzött, itt, a Villa Rufolo kertjében ismert rá új operájának egyik helyszínére, Klingsor varázskertjének mintaképére, ami ösztönzően hatott a komponálásra.
Ugyanazon év augusztusában és szeptemberében Sienában időzött, ennek hatására kérte meg a Parsifal díszleteinek és jelmezeinek tervezésével megbízott orosz festőt, Pável Zsukovszkijt, hogy az első és harmadik felvonás Szent Grál-templomát a sienai katedrálisról mintázza. 1880. november 10-én találkozott utoljára Lajos királlyal, két nap múlva pedig a müncheni Hoftheater zenekara élén elvezényelte a Parsifal előjátékát.
1881 májusa elején jelen volt Angelo Neumann impresszárió első Ring-előadásán a berlini Viktoriatheaterben. Gobineau gróf társaságában megnézte a negyedik ciklust is, a hónap végén. Neumann kulcsszerepet játszott a 19. század utolsó negyedében a zeneszerző hírnevének terjesztésében: utazó társulatával a legtöbb európai nagyvárosba elvitte a Ringet. Wagner az év végét ismét Itáliában, ezúttal Palermóban töltötte.
A Parsifal első tizenhat előadására 1882. július 26. és augusztus 29. között került sor a Festspielhausban, Lajos király a bayreuthi fesztivál rendelkezésére bocsátotta a müncheni Hoftheater zenekarát és kórusát. Ezután Wagner ismét visszatért Itáliába. Velencébe ment, ahol a huszonnyolcszobás Palazzo Vendramin-Calergit bérelte. Majd visszatért az 1882-es bayreuthi fesztiválra, amely váratlanul 135 600 márka hasznot hozott, és ezen felbátorodva 1883-ra további előadásokat hirdetett meg. Megszüntette a pártfogói rendszert: a másodiktól kezdve az összes előadást hozzáférhetővé tette a jegyét közvetlenül megváltó nagyközönség számára.
Szeptemberben a mester ismét a Palazzo Vendraminban pihente ki fáradalmait. Itt kiújultak asztmás rohamai, amelyek egy évvel korábban jelentkeztek nála. December 24-én Liszt társaságában C-dúr szimfóniájával köszöntötte feleségét, Cosimát.
1883. február 13-án dolgozóasztalánál érte utol a hirtelen halál, szívroham végzett vele. Halotti maszkját Augusto Benvenuti készítette el, 1883. február 14-én. Testét Bayreuthba szállították, s ott helyezték örök nyugalomra négy nappal később, a Wahnfried közelében.

## Munkássága

### Zenei stílusa

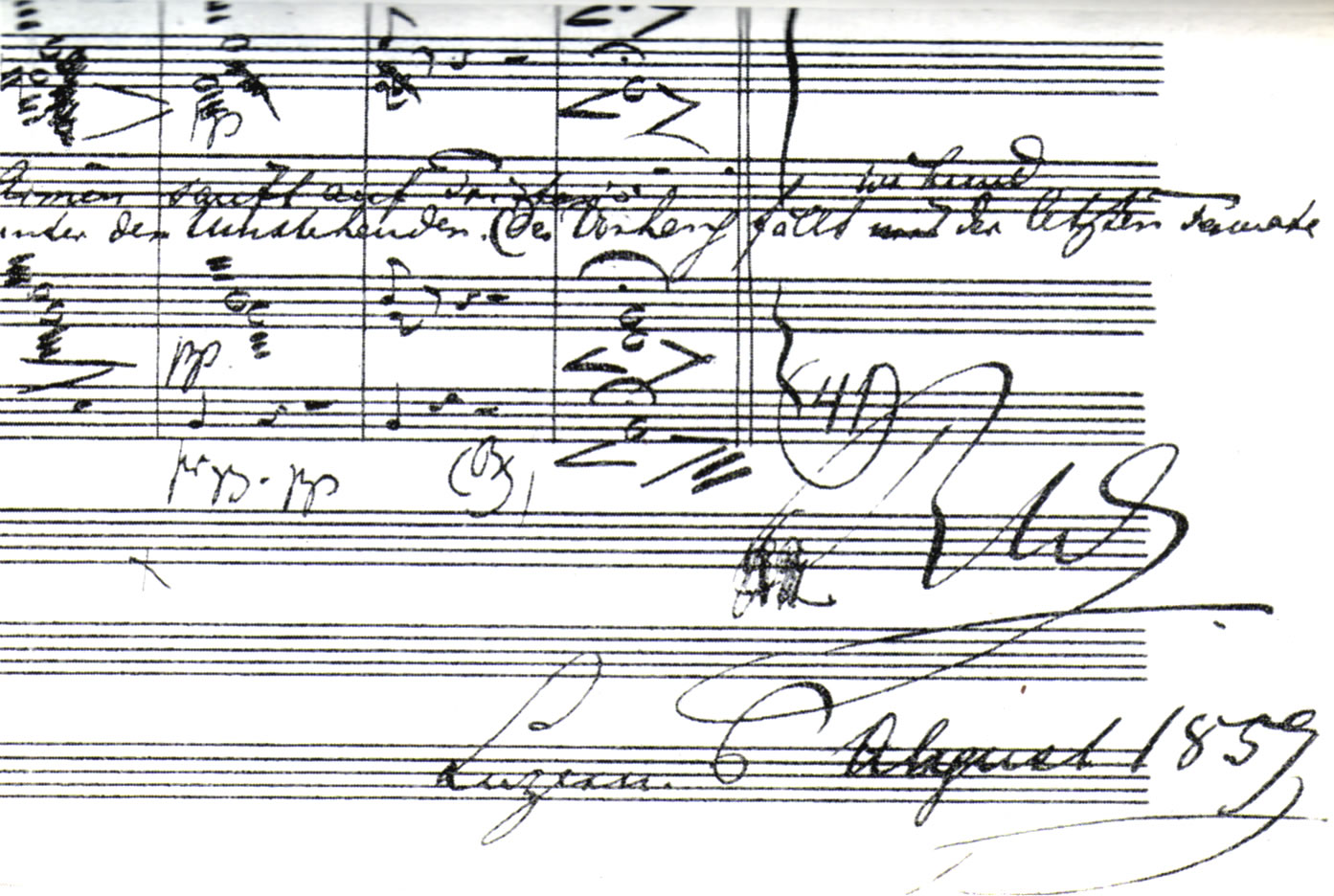
Részlet a Trisztán és Izolda kéziratából

Wagner zenéjének egyik alapvető jellemzője a vezérmotívum-technika. Témáit és motívumait folytonosan variálta, felbontotta, egybeolvasztotta vagy egymással azonosította, a módosításokkal egymástól fokozatosan eltávolította vagy egymáshoz közelítette. Formálásmódja azonban eltért a korábban Hans von Wolzogen által felvázolt vezérmotívum-technikától: utóbbi lényege az volt, hogy minden motívum visszavezethető egyetlen alapmotívumra. Wagner esetében ez csak részben igaz: motívumait vissza lehet ugyan alapformákra vezetni, ugyanakkor minden motívum önállónak is tekinthető. Mindkét nézőpontnak van jogosultsága, mivel a vezérmotívum-rendszer hálózatában egyrészt minden mindennel összekapcsolódik, másrészt minden egyes mozzanat mindig összetéveszthetetlen marad.
Nevéhez kapcsolódik a végtelen dallam terminusának megalkotása is. A jövő zenéje című tanulmányában vezette be a fogalmat, érvelésében pedig megkülönböztette a zenei letét dallamos – vagyis minden pillanatában kifejező és jelentőségteljes – illetve dallamtalan – formulaszerű és tartalmatlan – részei között. Vagyis a végtelen dallam kifejezés elsődlegesen esztétikai, és csak másodlagosan zeneszerzéstechnikai jelentésű fogalom számára: minden zenei alakzatnak valódi gondolatnak kell lennie és kerülnie kell a puszta „tölteléket”, amit Wagner Mozart szimfóniáiban is kifogásolt. Wagner töretlen zenei folyamatosságra és minden egyes részlet tartalmasságára törekedett; a végtelen dallam fogalma mindkét követelményt magába sűríti: a dallam végtelen, ha minden hangja mond valamit, s akkor mond valamit, ha minden pillanatnak drámai funkciója van és belsőleg kapcsolódik minden más pillanathoz.
Megtévesztő Wagner polémiája az abszolút zene ellen (Opera és dráma), amit Ludwig Feuerbach abszolút filozófia-fogalma nyomán képzett terminus, és a tánccal közös gyökereitől elszakadt zenét jelöli, hiszen ugyanazok a zeneszerzés-technikai kategóriák találhatók meg a wagneri zenedráma alapjaiban is, amelyek az abszolút, szöveg vagy cselekmény mankójára nem támaszkodó zenében. Lényegileg szimfonikus jellegű az az eljárás, amely témák és motívumok ismétlésével, variálásával és átcsoportosításával sző sűrű vonatkozás-hálót. A lényeges különbség a szimfonikus, belső összefüggését a motívumok továbbszövésétől nyerő forma és az architektonikus forma között van – utóbbi egymástól világosan elkülönülő részek áttekinthető csoportosítása (ellentételezése és ismétlése) révén jön létre.
Noha Wagner 1872-ben az Über die Benennung Musikdrama című glosszájában elvetette a zenedráma kifejezést, mert a fogalom zenei célra írt drámaként is értelmezhető, maga a kifejezés azonban mégis meghonosodott műveinek jelölésére A Rajna kincsétől kezdve. A korábbiak, A bolygó hollandi, a Tannhäuser és a Lohengrin műfajuk szerint romantikus operák. Wagner magyarázatai a zenedrámáról ellentmondásosak. Opera és dráma (1851) című tanulmányában úgy vélekedik, hogy „a zene legyen a drámai célt szolgáló kifejezőeszköz”, míg A zenedráma elnevezéséről című írásában (1872) már arról beszél, hogy a színpadi folyamatok „a zene láthatóvá lett tettei”. E szemléletváltás magyarázata lehet, hogy Wagner 1872-ben megismerkedett Schopenhauer filozófiájával, aki azt hirdette, hogy a zene "a világ legbensőbb magva, a jelenségek mögötti lényeg". Tény azonban, hogy Wagner mindkét irányvonal mentén alkotott, mert a Ring-tetralógia például a költőiszöveg-koncepciójából nőtte ki magát, ellentétben például a Mesterdalnokokkal, amely konkrét zenei elképzelések alapján született.
Wagner a művésziesség ugyanolyan integritását tűzte ki célul és valósította meg a zenedrámában, mint amit Beethoven a szimfóniában és a vonósnégyesben elért. Pályatársainak csodálatát többek között azzal vívta ki, hogy a párizsi közönség hatására sem volt hajlandó engedményeket tenni operáinak stílusát illetően. Wagner nem alkalmazkodott a közönséghez, az adott társadalmi formához, hanem a közönség leigázására és a társadalmi forma megváltoztatására tört – a művészet érdekében. Wagner életművének elismerése 1900 körül érte el nyilvános hatásának csúcspontját. Életműve korát képviseli, amelyet különleges és kényes egyidejűségben fellépő ellentétek jellemeztek: filozófiai szkepszis és technikai vállalkozókedv, schopenhaueri pesszimizmus és bismarcki Realpolitik, a művészet visszaszorulása a perifériára, és a kétségbeesett-fellengzős meggyőződés, hogy a művészet az élet egyetlen igazolása.

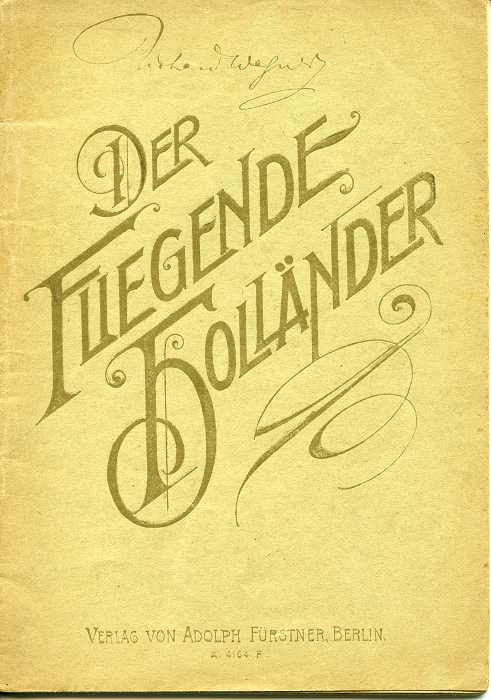
A bolygó hollandi librettójának 1868-as kiadása

Wagner vezette be a Gesamtkunstwerk fogalmát, ami értelmezésében annyit jelentett, hogy a zenedrámában a költői szöveg és a színpadi cselekmény a zenével kölcsönhatásban egységes egészet alkot, tehát az addig elszigetelt részművészetek szintézise révén keletkezik a végső alkotás.
A zenetörténelemben Wagnert úgy tartják számon, mint aki harmóniailag új korszakot nyitott. Egyes történetírók a Trisztán és Izoldában látják a zenei modernizmus kezdetét, hasonlóan ahhoz, ahogyan Charles Baudelaire A romlás virágai című kötete (1857) az irodalmi modernizmus kezdetét jelöli. Ez az úgynevezett Trisztán-stílus Schönberg és Webern haláláig élt a zenei életben, és emléke az 1920-as években sem hunyt ki teljesen.
A kromatika önállósulása szorosan összefügg azzal a viszonnyal, amit Wagner a harmónia és az ellenpont között létrehozott. Az istenek alkonya varázssüveg-motívumában az egyes szólamok félhanglépései basszus-alaplépések támasza nélkül is kapcsolatot tudnak teremteni az akkordok között, a harmóniai funkciók kötöttsége nélkül. Az ellenpont nem harmóniai összefüggésre épül, hanem maga hoz létre harmóniai összefüggéseket. Erről az ellenpont-használati technikáról állították ellenfelei, hogy eredetileg független motívumok másodlagos, irodalmi-drámai indoklású egymásra rétegezésén alapul, és „tisztán zenei” szempontból értéke kétes. Wagner kombinációs technikájának zsenialitását mutatja, hogy képes volt ellenponttal megalapozni bonyolult akkordsorozatokat, akár kevésbé látványos esetekben is.
Wagner ugyanazon következetességgel és logikával kereste a nagyszabású zenei formák kifejlesztésének lehetőségeit, mint kortársa és egyben ellenpólusa a zenében, Brahms. Mindketten közös, központi kompozíciós problémával küzdöttek: hogyan lehet néhány hangnyi terjedelmű zenei gondolatból nagyszabású – szimfonikus vagy szimfonikus-drámai – formákat kifejleszteni.

### Operái
Wagnernek nem volt könnyű az olasz és francia operaszerzés hagyományainak hátat fordítva, a Shakespeare, Victor Hugo vagy id. Alexandre Dumas nyomán született operalibrettókhoz szokott közönségre rákényszerítenie a germán mitológia világát, amit csak akkoriban kezdtek feltárni és amelyről a közönségnek alig voltak ismeretei. Az 1848–49-es forradalmak bukása és a hegelianizmus összeomlása után Németországban, a szkeptikus világszemlélet terjedésének köszönhetően, uralkodó irányzattá vált a pozitivizmus. Wagner és Liszt neoromantikája úgy is meghatározható, mint a romantika zenei túlélése a pozitivizmus korában.

#### Romantikus operák
- 1833 • A tündérek (Die Feen)
- 1836 • A szerelmi tilalom (Das Liebesverbot)
- 1837 • Rienzi, az utolsó tribunus (Rienzi, der Letzte der Tribunen)
- 1843 • A bolygó hollandi (Der fliegende Holländer)
- 1845 • Tannhäuser
- 1850 • Lohengrin

Wagner korai operái a romantika szellemében születtek, kevés vagy semmi nem érződik bennük abból a forradalmi eredetiségből, amellyel később Wagner kihívta korát. A A tündérek Weber és Marschner nyomdokain járó romantikus opera. Jelentős szerepet játszanak benne az emlékeztető motívumok, ez azonban még nem vetíti elő a zenedrámáiban használt vezérmotívum-technikát. A szerelmi tilalom dramaturgiailag virtuóz szövegkönyve Shakespeare Szeget szeggel-jén alapul. Az opera olasz-francia mintákat követ (Donizetti, Auber). A Rienzi – Bulwer-Lytton regénye nyomán – Párizsnak szánt nagyopera, mintája azonban nem annyira Meyerbeer, mint inkább Spontini, akinek Fernand Cortezét Wagner 1836-ban hallotta Berlinben.
A zenetörténet paradoxonjai közé tartozik A bolygó hollandi időbeli közelsége a Rienzihez. Az előbbi mű fordulópontot jelöl Wagner fejlődésében. A Hollandi – Wagner saját tanúsága szerint ezzel a művel lépett át az operaszöveg-készítő mesterember pályájáról a költőére – nem számokból áll össze, hanem zenei-drámai jelenetekre tagolódik. Itt az egész műre kiterjed az az eljárás, amely a 18. században és a kora 19. században először az operák fináléjában alakult ki: az egyes áriák, kettősök, együttesek és kórusok komplexumokba csoportosulnak, ahelyett, hogy a drámai cselekmény szálára fűzve, a változatosság elvének megfelelően elrendezve, lazán sorakoznának egymás után. Ezt a stílust követi következő operáiban, a Tannhäuserben valamint a Lohengrinben is, mielőtt elérne a Ring-tetralógia által fémjelzett zenedrámai korszakához.

#### Zenedrámák
- 1865 • Trisztán és Izolda (Tristan und Isolde)
- 1867 • A nürnbergi mesterdalnokok (Die Meistersinger von Nürnberg)
- 1869–74 • A Nibelung gyűrűje (Der Ring des Nibelungen) tetralógia, ennek részei:
  - 1869 • A Rajna kincse (Das Rheingold)
  - 1870 • A walkür (Die Walküre)
  - 1871 • Siegfried
  - 1874 • Az istenek alkonya (Götterdämmerung)
- 1882 • Parsifal

A Ring-tetralógia keletkezéstörténete több mint negyed évszázadot ível át 1848-tól 1874-ig. A Nibelung-mítosz cselekménye, ahogyan Wagner 1848. október elején felvázolta, szélsőségesen többszörös. Wagner a középkori Nibelung-éneket felhígultnak érezte, ezért az Eddához nyúlt vissza, hogy Siegfried halálának hőseposzát az istenek mitológiájával összekapcsolva a cselekményt a világkezdet és világvég drámájává emelhesse. Wagner 1848 októberében megfogalmazott prózavázlata a Die Nibelungensage (Mythus), amely később Der Nibelungen-Mythus, Als Entwurf zu einem Drama címmel jelent meg és az egész soktémájú mítoszt előadja, a Rajna kincsének elrablásától és a Walhalla felépítésétől Siegfried és Brünnhilde haláláig, amely engesztelő áldozatként feloldja a kincshez tapadó átkot. A vázlat világosan elválasztja egymástól az előtörténetet és a színpadra vitt cselekményt – az előtörténet a sárkány legyőzéséig és Brünnhilde fölébresztéséig tart, a cselekmény Hagen cselszövésével és Siegfried Gibichungokhoz érkezésével kezdődik. A dráma első változatában a Siegfrieds Tod nevet viselte. Wagner csak akkor ismerte fel, hogy a Siegfrieds Tod önmagában életképtelen, amikor két évvel később, Drezdából elmenekülve Zürichben sikertelen kísérletet tett a szöveg megzenésítésére. 1851 júniusában egyrészt dramaturgiai, másrészt zenei okokból a Siegfrieds Todot kiegészítette a Der junge Siegfrieddel (Az ifjú Siegfried, a későbbi Siegfried), novemberben pedig Theodor Uhlignak írott levelében megemlíti azt a tervét, hogy a kettős drámát tetralógiává bővíti ki. 1852-ben megszületett A Rajna kincse és A walkür szövegkönyve. Az operaszerző tapasztalata sugallta meggyőződés, hogy csakis a színpadon látható, megjelenített dolgok keltenek hatást, beszélt drámában nem érvényes; épp ellenkezőleg, a színjáték hagyományában mélyen ott gyökerezik az epikus, elbeszélő expozíció technikája. Ám az a dramaturgiai nehézség, amely Wagnert rákényszerítette, hogy a Siegfried-tragédiát Ring-tetralógiává bővítse, szorosan kapcsolódott egy zeneikompozíció-technikai problémához, azaz a négy mű összekapcsolásához. Ez vezetett el a vezérmotívum-technika megszületéséhez, ami által túllépett a hagyományos opera-zeneszerzés keretein és megalkotta a reá jellemző zenedrámákat, amelyekben a zene és az epika egységes egészt alkot.

### Esztétikai nézetei
Wagner esztétikájának középpontjában szigorú művészeterkölcs állott és ennek nevében bélyegezte „szajhának” az olasz, „hideg mosolyú kokottnak” a francia operát. Az esztétikai autonómia elve, amely szerint a művészetnek kell uralkodnia a színház intézményén és nem fordítva, Wagnerben olyan ellenérzést keltett az operajátszás gyakorlatával szemben, amely Verdinél elképzelhetetlen lett volna. Újra és újra felidézett emléke Aiszkhülosz tragikus színházáról és annak megindult közönségéről voltaképp a művészet öncélúságának igen modern eszményét rejtette: a közönség legyen a művészet szolgálója, ennek révén megszűnik közönség lenni, és gyülekezetté alakul.
A közönségtől elvárta az esztétikai magatartást, a „zeneértést”: a hallgatónak egyfelől mintegy a művet újrakomponálva fel kell fognia annak zenei logikáját, másrészt átélés útján fel kell fognia a zenei kifejezést, amely egyszerre a drámai cselekmény lényege és a zeneszerző önábrázolása. Wagnernek eléggé ellentmondásosan szemére hányták egyfelől vezérmotívum-technikájának áttételességét, amellyel a hallgatót intellektuális erőfeszítésre kényszeríti, ahelyett, hogy közvetlen szemléletben részesítené; másfelől pedig azt, hogy hangzásvarázsa elkábít. Bizonyos azonban, hogy Wagner, mint a romantikus zene egyik legkiválóbb képviselője, a hallgató elragadtatására tört. Wagner az Opera és drámában kizárólag a zene érzelmi megértéséről beszélt, és elméleti műveiben szinte mindig kerülte a zeneszerzéstechnikai eljárások és problémák érintését (kivételt képeznek A zene alkalmazása a drámához című tanulmánya egyes részei).

### Filozófiai tanulmányok

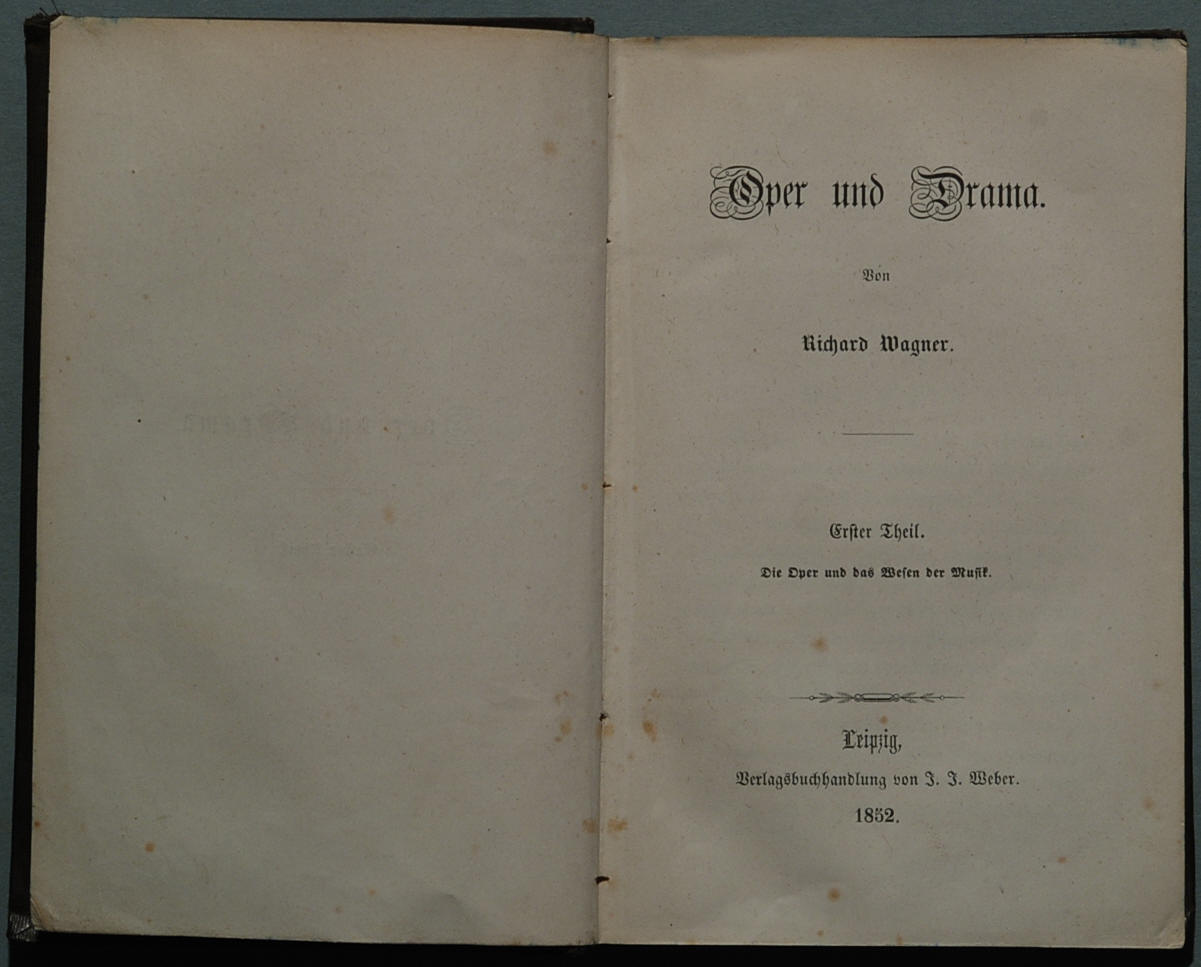
Az Opera és dráma 1852-es kiadásának címlapja

Wagner minden elképzelhető témához hozzászólt: a művészet, a vallás, a politika, a kultúrkritika kérdéseihez, az élveboncoláshoz és a vegetarianizmushoz. Zeneszerzéstechnikáról és zenei formákról azonban keveset írt. A vezénylésről című írása (1869) az egyetlen példája annak a publikációtípusnak, amely muzsikustól általában elvárható.
1840–42-ben Párizsban Schlesinger Gazette Musicale-ja számára írott, novellisztikus köntösbe burkolt esszéiben Wagner ragyogó, E. T. A. Hoffmann és Heinrich Heine stílusán pallérozott íróként mutatkozott be. 1850 körül, a forradalmi korszak írásaiban, még inkább 1878-tól a Bayreuther Blätter cikkeiben azonban fogalmazásmódja alig elviselhető prózastílusra tért át, amely a magiszteri önteltséget a baloldali hegeliánus dialektika maradványaival elegyítette; utóbbi a német Vormärz szellemi divatjához tartozott és Wagner sem zárkózott el tőle, noha ő maga hamar fölhagyott a próbálkozással, hogy Hegelt olvassa: kielégíthetetlen, rajongó, de türelmetlen olvasó volt.
Az Összegyűjtött írások és költeményekhez 1871-ben, Tribschenben írott előszavában „alkalmi művészeti írásait” egyfajta naplónak nevezte, amelyben az olvasó „nem egy íróember összegező művét, hanem egy művész élettevékenységének feljegyzéseit találja”. Ezért az 1871–73-as kiadáshoz az időrendi elrendezést választotta. „Élet-dokumentumként” váltakoznak önéletrajzi írások, költemények, művészetelmélet, kultúrkritika és politika. Érdekességük, hogy sehol sem mentegeti vagy akár csak említi az elméleteit végigszabdaló számtalan ellentmondást, mintha azok rendszert nem alkotó, naplóbejegyzésekként fogant írásaiban bizonyos értelemben maguktól értetődnének.
Munkásságában négy korszak különböztethető meg: a párizsi nyomorúság (1840–42), a forradalmi évek (1849–51), a Ring-tetralógia komponálásának újrafelvételét hozó évek (1869–72) és a bayreuthi évek (1878–83). Párizsban a szükség késztette írásra. Elsősorban esszéket írt, zenei elemzéseket és kritikákat (Zarándokút Beethovenhez, Halál Párizsban, Boldog este). Zürichi éveiben – ekkor, a bukott forradalom után Wagner önmagát egy ideig még forradalmárnak tekintette – 1849. december 27-én Theodor Uhlighoz írott levelében kifejtette, hogy a társadalmat előbb a toll segítségével át kell alakítani ahhoz, hogy létrejöhessen „a jövő műalkotása”. A Ring-tetralógia megírásának újrafelvétele késztette arra, hogy az 1851-ben megjelent Opera és drámában pontosítsa nézeteit. A Bayreuther Blätter számára írt művészetelméleti írásai (Költészet és zeneszerzés, Az opera-költészetről és különösen a komponálásról, A zene alkalmazása a drámához) már sokkal színvonalasabbak és ötletgazdagabbak, hiszen a művész ekkor már jókora élettapasztalattal rendelkezett, és utazásainak köszönhetően sokkal jobb rálátása volt a világ dolgaira. Ugyancsak ebben az időszakban íródtak a Gobineau gróf fajelméletétől sugallt Hősiesség és kereszténység és a Vallás és művészet.
Wagner esetében hatványozottan igaz az a hermeneutikai szabály, hogy valamely szerzőnek saját műveiről tett kijelentései a tudományos értelmezésnek nem kiindulópontjai, hanem annak tárgyához tartoznak. Wagner a látszólag legtávolabbi témákról írva is mindig arról beszélt, ami költőként-zeneszerzőként épp foglalkoztatta. Kétségtelenül nem véletlen például, hogy Schopenhauer olvasása (1854) éppen akkor hatott rá megvilágosodásként, mikor A walkür második felvonásán, Wotan kétségbeesett kitörésén dolgozott.
Függetlenül az írások keletkezésének korszakától és a bennük kinyilatkoztatott tételtől, Wagner érvelésmódja mindvégig a német Vormärz baloldali-hegeliánus módszereit követte; a kor nyomta rá bélyegét gondolkodásmódjára, és e bélyeg nem halványult el esztétikai és politikai nézeteinek későbbi változása idején sem.

#### A jövő zenéje
Wagner filozófiájának egyik alapvető dilemmáját taglalja benne. Előbb a nemzeti szellemet szilárd körvonalakba foglaló latin formát szembeállítja a német formátlansággal, amely „nyilvánvaló hátrányban” van. Ugyanakkor azonban épp a formátlanságban rejlik mint az „elevenség” és közvetlenség mozzanata, a „tisztán emberi” visszaállításának előfeltétele és lehetősége, a „tisztán emberié”, amit a latin forma elfed. Wagner elragadtatja magát és a formátlanságot megszüntetve megőrző német „műformában” a görög szellem visszatérését vizionálja. Bonyolítja a problémát, hogy Wagnernek soha nem szűnő törekvése volt, hogy a megkövesedett zenei formákat életszerűvé tegye. Wagner úgy ítélte meg, hogy ebből az állapotból egyedül a zenedráma jelent kiutat.

#### Opera és dráma
Az Opera és dráma alaptétele, mely szerint a dráma a cél, a zene viszont csupán kifejezőeszköz, homályos marad, mert Wagner tisztázatlanul hagyja a dráma fogalmát. Felfogása szerint azonban a dráma nem azonos – mint Bertolt Brechtnél – a mesével, amelynek közvetítésében és értelmezésében a szöveg, a zene és a színpad sajátos, egymástól eltérő funkciókat lát el. Wagner sokkal inkább hajlott arra, hogy a dráma központjába a mimikus elemet – az elevenség kifejeződését – állítsa. Másfelől az 1854-es Schopenhauer-élmény óta Wagner meggyőződése volt, hogy a tulajdonképpeni drámát a zene fejezi ki, és hogy a színpadi folyamatok csupán "a zene láthatóvá lett tettei".

#### Antiszemitizmusa

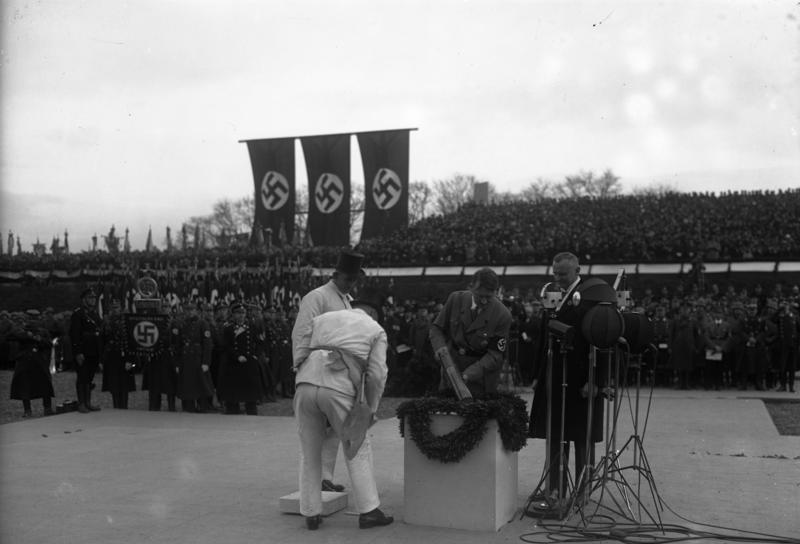
A lipcsei Wagner-emlékmű felavatása 1934. március 6-án

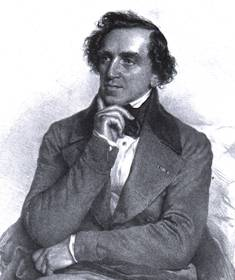
Giacomo Meyerbeer

Az önéletrajzi, művészetelméleti, történetfilozófiai, politikai és kultúrkritikai elemek dialektika és zűrzavar között ingadozó váltakozása legkézzelfoghatóbban a Wagner-írások legvitatottabb részében, az antiszemitizmusban példázható. Ezt feleségének, Cosimának a naplója nagymértékben alátámasztotta. A 19. század közepének művelt német polgára számára az antiszemitizmus magánügy volt, amit az ember nem tárt a nyilvánosság elé, és ami nem zárta ki az egyes zsidók iránti rokonszenvet. Korabeli polgári fogalmak szerint tehát vulgáris szabálysértésnek számított, hogy Wagner A zsidóság a zenében című írásában (1850) nem riadt vissza személyes ellenszenveinek visszataszító és drasztikus nyilvánosságra hozatalától.
Az újabb keletű, az 1870-es években fellépő durva, militáns politikai antiszemitizmustól és annak képviselőitől azonban távol tartotta magát. Gyűlölete Meyerbeer iránt, akiről alaptalanul azt hitte, hogy párizsi nyomorúsága idején cserbenhagyta, sőt becsapta, alapjában véve magánügy volt, amely azonban zavarosan összefonódott a 18. és 19. század megdöbbentő hevességgel fellángoló operai háborúinak egyikével. Jellemző Wagnerre, hogy az esztétikai ellentétet – a történeti tárgyú, zárt számokra tagolódó nagyopera és a mitikus tárgyú, vezérmotívumok szövedéke által hordozott, a párbeszédes dallam formáját megvalósító zenedráma között – történetfilozófiai ellentétté sűrítette vagy értelmezte át: az ellentétben a vetélytárs művészi forma nem mint esztétikailag alacsonyabb rendű elv jelenik meg, hanem mint túlhaladott princípium, amelyet „elhagyott a világszellem”. Mendelssohn iránt érzett ellenszenve abból táplálkozott, hogy Wagner zenei gondolkodásában a nyilvánosan hirdetett tétel – a zene szöveges és/vagy színpadi formáló motívumra szorul – állandó összeütközésben állt a magántermészetű és eltitkolt „szimfonikus becsvággyal”.
Wagner antiszemitizmusának eszmetörténetileg meghatározó vonása azonban az a Vormärz hegelianizmusából eredő gondolkodási mód, amely a valós embereket objektív történeti tendenciák jelképévé stilizálta: „a zsidó” vált azoknak a nehezen áttekinthető okoknak az allegóriájává vagy leplévé, amelyek a korai ipari korszak társadalmi megpróbáltatásai mögött rejlettek. A szubjektív ellenszenv – ami magánügy volt – és az esztétikai vita a történelem objektív ítéletének álarcát öltötte föl. Életének utolsó éveiben Wagner megismerkedett Arthur de Gobineau gróffal, akinek hatására antiszemitizmusa fajgyűlöletté növekedett. Emiatt számos Wagner-kutató a Parsifalban, amely találkozásuk után keletkezett, ariánus nézeteket vél felfedezni. E nézetei jelentősen befolyásolták a 20. század első felében Németországban erőre kapó náci mozgalmakat, bár egyes kutatók kétségbe vonják, hogy Hitler egyáltalán olvasta volna Wagner eme filozófiai tanulmányait. A náci Németországban előszeretettel játszották Wagner műveit, hiszen azok hatalmas nacionalista, sőt néhol soviniszta (A nürnbergi mesterdalnokok) töltettel rendelkeztek, és a német mitológia és kultúra népszerűsítését jelentették. A Parsifal előadásait Joseph Goebbels pacifista mivolta miatt 1939-ben betiltotta. Noha hatalmas népszerűségnek örvendtek, 1939-re a Wagner-operákat kiszorították a színpadról Verdi és a verista zeneszerzők (Puccini, Leoncavallo) darabjai. Antiszemita nézetei miatt Wagner operáit soha nem vitték színre Izraelben. A műveiből tartott néhány hangverseny-előadást hatalmas botrány kísérte.

#### Művészet és vallás
A Parsifal filozófiai megfelelőjének, a Vallás és művészet című tanulmánynak (1880) kezdete fejti ki azt a tételt, hogy az egyes hitvallásokba kövesedett vallásosság lényegét már csak a művészet őrzi. Véleménye szerint a „rejtett”, mélyebb igazságot a „szabad lelemény” tartalmazza. A zene a „filozófia organonja” (Schelling) vagy „opus metyphysicum” (Nietzsche), amely az abszolútum sejtelmét foglalja hangokba.

### Önéletrajzi írások
Wagner leveleinek időrend szerinti kiadását az autenticitás igényével csak 1967-ben kezdték el. A munkát nehezítette, hogy egyes levelezései és a kultúrtörténeti írásai között a határok néha elmosódnak, így például az August Röckelnek, Theodor Uhlignak és Liszt Ferencnek írott levelek nagyon szorosan összefüggnek az 1850 körüli reform-írásokkal. A Tagebuch seit meiner Flucht aus dem Asyl című gyűjtemény a Mathilde Wesendonckhoz írt leveleit tartalmazza. Külön gyűjteménybe vannak foglalva a II. Lajosnak írott királyi levelek.
Wagner önéletrajzírói munkásságát az 1840-es években felvázolt és 1882-re lezárt összmű, a Mein Leben jelenti. 1842-es önéletrajzi vázlatát az akkortájt helyi hírnévre vergődött Wagner a Zeitung für die elegante Welt című lap számára írta.
A Híradás barátaimnak (1851) a száműzött visszatekintése művészi múltjára. 1845-tel kezdődik az úgynevezett Barna könyv (Das Braune Buch), ennek bejegyzései 1868-ig húzódnak. 1869-ben kezdett naplót vezetni Cosima Wagner, fiuk, Siegfried számára.
A Mein Leben, a voltaképpeni önéletrajz közel egy évszázadon át felesleges botrányhistóriák tárgya volt; ezeket részben Wagner és örökösei provokálták, részben az ellenséges sajtó. Az életrajzi írás teljes egészében csak 1963-ban jelent meg, első, 1911-es kiadása célzatos kihagyásokkal igyekezett egyes magántermészetű ügyeket más fénybe állítani. A mű értelmezésekor figyelembe kell venni az író költészetre való hajlamát, ami bonyolítja a leírt helyzetek korrekt interpretációját, hiszen sok esetben a hatásvadászat érdekében híreszteléseken alapuló eseményeket mutat be, vagy egyes eseményeket mitologikus köntösbe bújtat.

### Műveinek listája
Wagner 113 zenei kompozícióját a Wagner-Werke-Verzeichnis (röviden WWV) katalógus foglalja össze, amelyet John Deathridge, Martin Geck és Egon Voss állított össze.

## Magyarul megjelent művei

### 1919-ig
- Lohengrin. Regényes dalmű; ford. Böhm Gusztáv, Ormay Ferenc; Emich Ny., Pest, 1866
- Művészet és forradalom; ford. Ábrányi Kornél; Khór-Wein, Pest, 1866
- Siegfried. A Nibelungok trilógiájának második napja; ford. Radó Antal; Pfeifer, Bp., 1889 (A Magyar Királyi Operaház könyvtára)
- Walkür. Opera; ford. Csiky Gergely; Pfeiffer, Bp., 1889 (Magyar Királyi Operaház könyvtára)
- Az istenek alkonya. A nibelung gyűrűje czímű trilógia harmadik napja; ford. Radó Antal; Bárd, Bp., 1892 (Operaház Könyvtára)
- A nürnbergi mesterdalnokok; szöveg, zene Richard Wagner, ford. Váradi Antal; Pfeifer, Bp., 190? (A Nemzeti Színház könyvtára)
- Tristán és Izolde. Zenedráma; szöveg, zene Richard Wagner, ford. Ábrányi Emil; Operaház, Bp., 1901
- Művészet és forradalom; ford. Gy. Alexander Erzsi, Radvány Ernő; Révai, Bp., 1914 (Világkönyvtár)

### 1920–1944
- Egy német muzsikus Párisban. Novellák és egyéb prózai írások; ford. Cserna Andor; Athenaeum, Bp., 1920
- Lohengrin. Romantikus opera három felvonásban; ford. Lányi Viktor; Genius, Bp., 1921 (Genius-könyvtár)
- Parsifal. Fenkölt ünnepi játék; ford. Lányi Viktor; Genius, Bp., 1923
- Wagner-breviárium; a mester írásai alapján szerk. Molnár Antal; Dante, Bp., 1924
- Beethoven; ford. Fegyverneki István; Kultúra, Bp., 1925 (Kultúra Könyvtár)
- A Nibelung gyűrűje; ford. Lányi Viktor; Genius, Bp., 1925 (Nagy írók – nagy írások)

### 1945–1989
- A Nibelung gyűrűje. Színpadi ünnepi játék; ford., jegyz. Blum Tamás, utószó Till Géza, ill. Kass János; Zeneműkiadó, Bp., 1973
- A Barna Könyv. Napló, feljegyzések. 1865–1882; ford. Kardos Péter, versford. Berczeli A. Károly, jegyz. Joachim Bergfeld; Gondolat, Bp., 1980
- Költészet és zene a jövő drámájában. Opera és dráma III. rész; bev. Kroó György, ford. Fischer Sándor; Zeneműkiadó, Bp., 1983

### 1990–
- Művészet és forradalom; ford. Gy. Alexander Erzsi, Radvány Ernő, sajtó alá rend. Berényi Gábor; Seneca, Bp., 1995 (Seneca könyvek)
- Tristan und Isolde Handlung in drei Aufzügen / Tristan és Isolde. Történés három felvonásban; ford. Jolsvai Nándor; Typotex, Bp., 2000
- Egy német muzsikus Párizsban; ford. Cserna Andor; Kávé, Bp., 2001
- A nürnbergi mesterdalnokok. Szövegkönyv a motívumok feltüntetésével; ford. Blum Tamás; sajtó alá rend., motívumok, kottapéldák összeáll. Király László és Molnár Róbertné; Wagner Ring Alapítvány, Bp., 2002
- A Nibelung gyűrűje. Színpadi ünnepi játék. Szövegkönyv a motívumok feltüntetésével; ford. Blum Tamás, sajtó alá rend., motívumok, kottapéldákat összeáll. Király László és Molnár Róbertné, ill. Szittya Gábor; Wagner Ring Alapítvány, Bp., 2003
- Friedrich Wilhelm Nietzsche Richard Wagnernek, Georg Brandesnek és Jacob Burckhardtnak írt összes levelei; ford. Óvári Csaba; Attraktor, Máriabesnyő-Gödöllő, 2008
- Lohengrin. Romantikus opera 3 felvonásban. Szövegkönyv a motívumok feltüntetésével; ford. Lányi Viktor, Horváth Ádám; sajtó alá rend., motívumok, kottapéldákat összeáll. Király László és Molnár Róbertné; Wagner Ring Alapítvány, Bp., Wagner Ring Alapítvány, Bp., 2011
- A bolygó hollandi. Romantikus opera három felvonásban, 1843. Kétnyelvű szövegkönyv a motívumok feltüntetésével; ford. Jánszky Lengyel Jenő, sajtó alá rend., motívumok, kottapéldák összeáll. Király László és Molnár Róbertné; Wagner Ring Alapítvány, Bp., 2012
- Tannhäuser és a wartburgi dalnokviadal. Romantikus opera három felvonásban. Szövegkönyv a motívumok feltüntetésével; ford. Jolsvai Nándor; sajtó alá rend., kottapéldák összeáll. Király László és Molnár Róbertné; Wagner Ring Alapítvány, Bp., 2012
- Tristan és Isolde. Cselekmény három felvonásban, 1865. Kétnyelvű szövegkönyv a motívumok feltüntetésével; ford. Jánszky Lengyel Jenő, sajtó alá rend., motívumok, kottapéldák összeáll. Király László és Molnár Eszter; Wagner Ring Alapítvány, Bp., 2013
- Parsifal. Magasztos ünnepi színjáték, 1882. Kétnyelvű szövegkönyv a motívumok feltüntetésével; ford. Jánszky Lengyel Jenő, sajtó alá rend., motívumok, kottapéldák összeáll. Király László, Vajai Balázs és Molnár Eszter; Wagner Ring Alapítvány, Bp., 2017
- Válogatott elméleti írások; vál., jegyz., utószó Csobó Péter György, ford. Csobó Péter György, Fejérvári Boldizsár; Rózsavölgyi, Bp., 2020 (Zeneszerzők írásai)

## Hangfelvételek

### Youtube
- Tannhäuser nyitány,  – Youtube.com, Közzététel: 2011. márc. 11.
- Trisztán és Izolda nyitány,  – Youtube.com, Közzététel: 2010. aug. 10.
- Lohengrin nyitány,  – Youtube.com, Közzététel: 2012. jan. 22.
- Parsifal nyitány,  – Youtube.com, Közzététel: 2013. márc. 29.
- A Nibelung gyűrűje: Valkürök lovaglása,  – Youtube.com, Közzététel:
- A Nibelung gyűrűje: Siegfried, III. felvonás,  – Youtube.com, Közzététel: 2013. aug. 8.
- A Nibelung gyűrűje: Siegfried gyászindulója,  – Youtube.com, Közzététel: 2010. dec. 3.
- Siegfried idill,  – Youtube.com, Közzététel: 2012. szept. 8.
- Faust nyitány,  – Youtube.com, Közzététel: 2017. márc. 5.
- Rienzi nyitány,  – Youtube.com, Közzététel: 2013. márc. 30.
- Tristan und Isolde II – Frau Minne will: es werde Nacht!, – Youtube.com, (magyar felirattal) Közzététel: 2020. nov. 19.
- Der fliegende Holländer I – A boly(on)gó Hollandi I: Die Frist ist um – Itt az idő, – YouTube.com, (magyar felirattal) Közzététel: 2021. febr. 3.
- Der fliegende Holländer III – A boly(on)gó Hollandi III: Matrózkórus, – YouTube.com, (magyar felirattal) Közzététel: 2021. febr. 3
- Parsifal I /1 – Gurnemanz – YouTube.com, (magyar felirattal) Közzététel: 2021. febr. 22.
- Parsifal I /2 – Amfortas – YouTube.com, (magyar felirattal) Közzététel: 2021. febr. 22.
- Parsifal II – Kundry – YouTube.com, (magyar felirattal) Közzététel: 2021. febr. 23.
- Parsifal III – Finale – YouTube.com, (magyar felirattal) Közzététel: 2021. febr. 22.

### Más felvételek
| A nürnbergi mesterdalnokok:Preislied A nürnbergi mesterdalnokok:Nyitány | Lohengrin:Menyegzői kórus Trisztán és Izolda:Nyitány |

## Kották
- Wagner, Richard. International Music Score Library Project. (Hozzáférés: 2019. május 17.)

## Film
- 1983: a brit állami televízió bemutatta a Wagner című brit–magyar koprodukcióban készült minisorozatot Richard Burton főszereplésével.

### Operákról angolul
- Wagner-operák – videók, zenefájlok, librettók, elemzések
- RWagner.net – angol nyelvű librettók
- Wagner-honlap – elemzések operáiról
- The Wagnerian Romances – Gertrude Hall írása

### Írásairól angolul
- The Wagner Library Archiválva 2011. február 21-i dátummal a Wayback Machine-ben – Wagner írásainak angol nyelvű műfordításai.
- A Mein Leben angol nyelvű fordítása

### Képek
- The Richard Wagner Postcard-Gallery
- 1869 Karikatúrák

### Német nyelven
- Wahnfried – a Wagner Alapítvány honlapja.
- Richard Wagner Múzeum Tribschenben

### Magyarul
- Életrajza
- Richard Wagner a PORT.hu-n (magyarul)
- www.wagnertarsasag.hu
- Harrach József: Schopenhauer és Wagner Rikhárd. Zeneesztétikai tanulmány; Franklin, Bp., 1887
- Falk Zsigmond: Bayreuth és a Wagner-színház; Deutsch, Bp., 1894
- A Nibelung gyűrűje. Wagner Rikárd zenedrámájának esztétikai és zenei méltatása; írták Lichtenberg Emil et al.; Pesti Ny., Bp., 1903
- Becker Nándor: A bayreuthi Szent Grál és megteremtője: Wagner Rikárd; Pesti Ny., Bp., 1905
- Lichtenberger Henrik: Wagner Richard; ford. Esty Jánosné, bev., jegyz. Haraszti Emil; MTA, Bp., 1916 (A Magyar Tudományos Akadémia Könyvkiadóvállalata U. F.)
- Wagner-breviárium, 1-2.; szerk. Molnár Antal; Dante, Bp., 1924
- Max Burkhardt: Wagner zenedrámái; ford. Éber László, Lányi Viktor; Kultúra, Bp., 1925 (A kultúra iskolája)
- Vadas György: Wagner Richárd világnézete. Bölcsészetdoktori értekezés; Pestvidéki Ny., Vác, 1929
- Guy de Pourtalés: Wagner; ford. Lányi Viktor; Révai, Bp., 1943
- Falk Géza: Wagner élete és művészete; Szöllősy, Bp., 1943
- Werner Richter: II. Lajos és Wagner Richard; ford. Szöllősy Klára; Béta, Bp., 1943
- Thomas Mann: Wagner és korunk. Írások, elmélkedések, levelek; vál. Erika Mann, ford. Keszi Imre; Zeneműkiadó, Bp., 1965
- Sólyom György: Wagner; versford. Lányi Viktor et al.; Zeneműkiadó, Bp., 1966
- Kroó György: Richard Wagner, 1-2.; Gondolat, Bp., 1968 (Kis zenei könyvtár)
- Eősze László: Richard Wagner életének krónikája; 3. bőv., jav. kiad.; Zeneműkiadó, Bp., 1983 (Napról napra)
- Thomas Mann: Richard Wagner szenvedése és nagysága; ford. Szőllősy Klára; Európa, Bp., 1983 (Mérleg)
- John Deathridge–Carl Dahlhaus: Wagner; ford. Tallián Tibor; Zeneműkiadó, Bp., 1988 (Grove monográfiák)
- Philippe Lacoue-Labarthe: Musica ficta. Wagner-olvasatok; ford. Szabó László; Latin Betűk, Debrecen, 1997
- Friedrich Nietzsche: Wagnerről és Schopenhauerről; ford. Romhányi Török Gábor; Holnap, Bp., 2001
- Hans-Joachim Bauer: A Wagner-család. Egy színházi dinasztia hatalma és titka; ford. Szőke Ágnes; Gabo, Bp., 2003 (Híres családok)
- Peter Wapnewski: A szomorú isten. Richard Wagner – hősei tükrében; ford. R. Szilágyi Éva; Wagner-Ring Alapítvány, Bp., 2003
- Szmodis Jenő: Wagner. Hatalom, vallás, pszichológia; Bíbor, Miskolc, 2013
- Wagner és magyar barátai. Kiállítás Budapesten a Liszt Ferenc Emlékmúzeumban. 2013. május 17-től 2014. május 15-ig; szerk. Domokos Zsuzsanna, közrem. Peternák Anna; Liszt Múzeum Alapítvány, Bp., 2013
- Bryan Magee: Wagner világképe. A nagy operák filozófiai háttere; ford., jegyz. Fejérvári Boldizsár; Park, Bp., 2013
- Barry Millington: Richard Wagner. Bayreuth varázslója; ford. Garai Attila; Rózsavölgyi, Bp., 2013
- Giuseppe Verdi, Richard Wagner, Moór Emánuel. Tanulmánykötet; szerk. Dombi Józsefné, Maczelka Noémi; SZTE JGYPK Művészeti Intézet Ének-zene Tanszék, Szeged, 2014
- Bernd Oberhoff: Richard Wagner: A Nibelung gyűrűje. Zene-pszichoanalitikus tanulmány; ford. N. Kiss Zsuzsa; Neuroline, Bp., 2014
- Michael Tanner: Wagner; ford. Rácz Judit; Európa, Bp., 2014 (Életek & művek)
- Giuseppe Verdi, Richard Wagner, Moór Emánuel. Tanulmánykötet; szerk. Dombi Józsefné, Maczelka Noémi; SZTE JGYPK Művészeti Intézet Ének-zene Tanszék, Szeged, 2014
- Stephan Krause: "Az újrafelhasznált anyag a lényeg". Richard Wagner magyarországi jelenléte és recepciója; ford. Kurdi Imre; Kijárat, Bp., 2016
- Varga Ildikó: Richard Wagner, Magyarország és a magyarok. 1842–1924; magánkiadás, Pécs, 2018
- Gottfried Wagner(wd): Ne legyen más istened rajtam kívül! Richard Wagnerről; ford. Gáti István, Glavina Zsuzsanna; Kossuth, Bp., 2021